# Schnellfahrstrecke Eltersdorf–Leipzig
| Verlauf der Schnellfahrstrecke (orange und rot) | |                                                      |                                                      |
| Streckennummer (DB): | 5919 |                                                      |                                                      |
| Streckenlänge: | 293,296 km |                                                      |                                                      |
| Spurweite: | 1435 mm (Normalspur) |                                                      |                                                      |
| Streckenklasse: | D4 |                                                      |                                                      |
| Stromsystem: | 15 kV, 16,7 Hz ~ |                                                      |                                                      |
| Maximale Neigung: | 20 ‰ |                                                      |                                                      |
| Minimaler Radius: | 3700 m |                                                      |                                                      |
| Streckengeschwindigkeit: | 300 km/h |                                                      |                                                      |
| Zugbeeinflussung: | ETCS L2oS (Zapfendorf–Gröbers) ETCS L2 (Eltersdorf–Zapfendorf, Gröbers–Leipzig Hbf) PZB (Eltersdorf–Zapfendorf, Erfurt Hbf, Gröbers–Leipzig Hbf) |                                                      |                                                      |
| Zweigleisigkeit: | Eltersdorf–Leipzig Hbf |                                                      |                                                      |
| | |                                                      |                                                      |
| \| \| \| von Nürnberg Hbf \| \| \| \| \| von Kleinreuth \| \| \| \| \| geplante S-Bahn-Strecke \| \| \| \| 18,600 018,600 \| Eltersdorf \| Eltersdorf \| \| \| \| von Frauenaurach \| \| \| \| 20,570 000,000 \| Erlangen-Bruck Hp \| Erlangen-Bruck Hp \| \| \| 20,649 \| Erlangen-Bruck (Bft) \| Erlangen-Bruck (Bft) \| \| \| 21,626 021,626 \| Erlangen Paul-Gossen-Straße (Bft) \| Erlangen Paul-Gossen-Straße (Bft) \| \| \| 22,300 022,300 \| Erlangen Gbf (Bft) \| Erlangen Gbf (Bft) \| \| \| 23,504 023,504 \| Erlangen \| Erlangen \| \| \| 24,900 024,900 \| Burgbergtunnel \| Burgbergtunnel \| \| \| 27,407 000,000 \| Bubenreuth \| Bubenreuth \| \| \| 30,903 000,000 \| Baiersdorf \| Baiersdorf \| \| \| 34,720 000,000 \| Kersbach \| Kersbach \| \| \| \| von Ebermannstadt \| \| \| \| 39,289 038,289 \| Forchheim (Oberfr) \| Forchheim (Oberfr) \| \| \| 40,183 000,000 \| Forchheim Nord \| Forchheim Nord \| \| \| 42,269 000,000 \| Eggolsheim Süd (Übf) \| Eggolsheim Süd (Übf) \| \| \| 45,310 000,000 \| Eggolsheim \| Eggolsheim \| \| \| 48,403 000,000 \| Buttenheim \| Buttenheim \| \| \| 51,191 000,000 \| Hirschaid[1] \| Hirschaid[1] \| \| \| \| von Ebrach[1] \| \| \| \| 54,771 \| Strullendorf \| Strullendorf \| \| \| 59,780 000,000 \| Bamberg Süd (geplant)[2] \| Bamberg Süd (geplant)[2] \| \| \| 0,000 062,37262,372 062,372 \| Bamberg \| Bamberg \| \| \| \| nach Rottendorf \| \| \| \| \| nach Rottendorf (höhenfrei geplant) \| \| \| \| \| von Höflein \| \| \| \| 2,648 065,163 \| Hallstadt (b Bamberg) (Abzw) \| Hallstadt (b Bamberg) (Abzw) \| \| \| 3,455 000,000 \| Hallstadt Hp \| Hallstadt Hp \| \| \| 5,271 067,895 \| Breitengüßbach Süd (Übf)[3] \| Breitengüßbach Süd (Übf)[3] \| \| \| 7,583 070,207 \| Breitengüßbach \| Breitengüßbach \| \| \| \| nach Ebern \| \| \| \| \| (ab hier Richtungsbetrieb) \| \| \| \| 12,056 000,000 \| Ebing \| Ebing \| \| \| 14,249 000,000 \| Zapfendorf \| Zapfendorf \| \| \| 18,000 080,277 \| Unterleiterbach (Übf) \| Unterleiterbach (Übf) \| \| \| 20,199 000,000 \| Ebensfeld \| Ebensfeld \| \| \| \| nach Hof Hbf \| \| \| \| 85,875 \| Mainbrücke Wiesen (219 m) \| Mainbrücke Wiesen (219 m) \| \| \| 87,129 \| Flutmuldenbrücke Wiesen (88 m) \| Flutmuldenbrücke Wiesen (88 m) \| \| \| 87,365 \| Tunnel Eierberge (3756 m) \| Tunnel Eierberge (3756 m) \| \| \| 91,771 \| Stadelbachbrücke (90 m) \| Stadelbachbrücke (90 m) \| \| \| 92,693 \| Tunnel Kulch (1331 m) \| Tunnel Kulch (1331 m) \| \| \| 95,317 \| Tunnel Lichtenholz (931 m), Bundesstraße 289 \| Tunnel Lichtenholz (931 m), Bundesstraße 289 \| \| \| 97,369 \| Mühlbachbrücke Untersiemau (175 m) \| Mühlbachbrücke Untersiemau (175 m) \| \| \| 98,263 \| Talbrücke Weißenbrunn am Forst (614 m) \| Talbrücke Weißenbrunn am Forst (614 m) \| \| \| 99,780 \| Weißenbrunn am Forst (Abzw) \| Weißenbrunn am Forst (Abzw) \| \| \| \| nach Creidlitz \| \| \| \| 100,301 \| Tunnel Höhnberg (824 m) \| Tunnel Höhnberg (824 m) \| \| \| \| Weißenbrunn am Forst–Creidlitz \| \| \| \| 101,125 \| \| \| \| \| 101,183 \| Füllbachtalbrücke (1012 m) \| Füllbachtalbrücke (1012 m) \| \| \| \| Füllbach \| \| \| \| \| Lichtenfels–Eisenach \| \| \| \| \| \| \| \| \| 102,638 \| Tunnel Rennberg (1072 m) \| Tunnel Rennberg (1072 m) \| \| \| 104,258 \| Kiengrundbrücke (108 m) \| Kiengrundbrücke (108 m) \| \| \| 105,058 \| Tunnel Feuerfelsen (1043 m), Bundesautobahn 73 \| Tunnel Feuerfelsen (1043 m), Bundesautobahn 73 \| \| \| 106,680 \| Rödental Bbf \| Rödental Bbf \| \| \| 107,714 \| Itztalbrücke (868 m) \| Itztalbrücke (868 m) \| \| \| \| Itz \| \| \| \| \| Ernstthal am Rennsteig–Coburg \| \| \| \| \| von Herzogsweg Abzw \| \| \| \| 109,502 \| Esbacher See Abzw \| Esbacher See Abzw \| \| \| 111,377 \| Fornbachbrücke (150 m) \| Fornbachbrücke (150 m) \| \| \| 111,693 \| Tunnel Reitersberg (2975 m) \| Tunnel Reitersberg (2975 m) \| \| \| 115,508 \| Talbrücke Pöpelholz (306 m) \| Talbrücke Pöpelholz (306 m) \| \| \| 116,180 \| Talbrücke Froschgrundsee (798 m) \| Talbrücke Froschgrundsee (798 m) \| \| \| 117,357 \| Landesgrenze Thüringen / Bayern \| Landesgrenze Thüringen / Bayern \| \| \| 118,940 \| Tunnel Müß (745 m) \| Tunnel Müß (745 m) \| \| \| 120,161 \| Grümpentalbrücke (1104 m) \| Grümpentalbrücke (1104 m) \| \| \| \| Grümpen \| \| \| \| \| Bundesstraße 89 \| \| \| \| \| Sonneberg–Eisfeld \| \| \| \| 121,363 \| Tunnel Baumleite (1317 m) \| Tunnel Baumleite (1317 m) \| \| \| 123,310 \| Theuern (Übf) \| Theuern (Übf) \| \| \| 124,054 \| Talbrücke Truckenthal (425 m) \| Talbrücke Truckenthal (425 m) \| \| \| 124,745 \| Tunnel Bleßberg (8326 m)[4] \| Tunnel Bleßberg (8326 m)[4] \| \| \| 133,100 \| Saubachbrücke (55 m) \| Saubachbrücke (55 m) \| \| \| 133,180 \| Tunnel Goldberg (1163 m) \| Tunnel Goldberg (1163 m) \| \| \| 134,363 \| Grubentalbrücke (215 m) \| Grubentalbrücke (215 m) \| \| \| \| Scheitelpunkt \| 603 m \| \| \| 134,779 \| Dunkeltalbrücke (291 m) \| Dunkeltalbrücke (291 m) \| \| \| 135,110 \| Tunnel Rehberg (602 m) \| Tunnel Rehberg (602 m) \| \| \| 135,739 \| Rehtalbrücke (203 m) \| Rehtalbrücke (203 m) \| \| \| 135,972 \| Tunnel Masserberg (1051 m) \| Tunnel Masserberg (1051 m) \| \| \| 137,131 \| Massetalbrücke (385 m) \| Massetalbrücke (385 m) \| \| \| 137,783 \| Massetal (Üst) \| Massetal (Üst) \| \| \| 138,023 \| Tunnel Fleckberg (1490 m) \| Tunnel Fleckberg (1490 m) \| \| \| 139,556 \| Oelzetalbrücke (370 m) \| Oelzetalbrücke (370 m) \| \| \| 140,114 \| Tunnel Silberberg (7407 m)[5] \| Tunnel Silberberg (7407 m)[5] \| \| \| \| Großbreitenbach–Ilmenau \| \| \| \| \| Ilmenau–Großbreitenbach \| \| \| \| 147,552 \| Wohlrosetalbrücke (150 m) \| Wohlrosetalbrücke (150 m) \| \| \| 147,753 \| Tunnel Brandkopf (1493 m) \| Tunnel Brandkopf (1493 m) \| \| \| 149,432 \| Schobsetalbrücke (87 m) \| Schobsetalbrücke (87 m) \| \| \| 149,538 \| Tunnel Lohmeberg (688 m) \| Tunnel Lohmeberg (688 m) \| \| \| 150,743 \| Tunnel Tragberg (500 m) \| Tunnel Tragberg (500 m) \| \| \| 151,385 \| Ilmtalbrücke (1681 m), Bundesstraße 88 \| Ilmtalbrücke (1681 m), Bundesstraße 88 \| \| \| \| Ilmenau–Großbreitenbach \| \| \| \| \| Ilm \| \| \| \| \| \| \| \| \| 154,224 \| Ilmenau-Wolfsberg (Übf) \| Ilmenau-Wolfsberg (Übf) \| \| \| 155,441 \| Wümbachtalbrücke (570 m) \| Wümbachtalbrücke (570 m) \| \| \| 157,403 \| Röstalbrücke (120 m) \| Röstalbrücke (120 m) \| \| \| 159,293 \| Humbachtalbrücke (290 m), Bundesstraße 87 \| Humbachtalbrücke (290 m), Bundesstraße 87 \| \| \| \| Humbach \| \| \| \| 161,282 \| Tunnel Sandberg (1320 m), Bundesautobahn 71 \| Tunnel Sandberg (1320 m), Bundesautobahn 71 \| \| \| 163,084 \| Wipfratalbrücke (172 m) \| Wipfratalbrücke (172 m) \| \| \| 164,287 \| Tunnel Behringen (463 m) \| Tunnel Behringen (463 m) \| \| \| 169,773 \| EÜ Marlishausen–Arnstadt (54 m), L 1048 \| EÜ Marlishausen–Arnstadt (54 m), L 1048 \| \| \| 170,000 \| Saalfeld–Arnstadt \| Saalfeld–Arnstadt \| \| \| 175,082 \| Eischleben (Übf) \| Eischleben (Übf) \| \| \| 177,039 \| EÜ Arnstadt–Eischleben (40 m), L 3004 \| EÜ Arnstadt–Eischleben (40 m), L 3004 \| \| \| 177,754 \| Geratalbrücke Ichtershausen (1121 m), A 71 \| Geratalbrücke Ichtershausen (1121 m), A 71 \| \| \| \| Gera \| \| \| \| 179,033 \| Brücke Molsdorf (90 m), Bundesautobahn 4 \| Brücke Molsdorf (90 m), Bundesautobahn 4 \| \| \| 182,638 \| Apfelstädttalbrücke (232 m) \| Apfelstädttalbrücke (232 m) \| \| \| \| Halle–Bebra \| \| \| \| 183,637 \| Tunnel Augustaburg (1404 m) \| Tunnel Augustaburg (1404 m) \| \| \| 185,804 \| Geratalbrücke Bischleben (323 m) \| Geratalbrücke Bischleben (323 m) \| \| \| 186,961 \| EÜ Gera II (40 m) \| EÜ Gera II (40 m) \| \| \| 188,121 \| EÜ Gera I (30 m) \| EÜ Gera I (30 m) \| \| \| 189,757 \| EÜ Schillerstraße (40 m) \| EÜ Schillerstraße (40 m) \| \| \| 190,175 \| EÜ Flutgraben II (30 m) \| EÜ Flutgraben II (30 m) \| \| \| \| von Bebra \| \| \| \| 191,078 \| Erfurt Hbf (Erfurt Pbf) \| ⊙ \| \| \| 192,343 \| Erfurt Güterbahnhof (Bft) \| Erfurt Güterbahnhof (Bft) \| \| \| \| nach Wolkramshausen \| \| \| \| \| nach Sangerhausen \| \| \| \| 193,610 \| Erfurt Güterbahnhof Ost (Bft) \| Erfurt Güterbahnhof Ost (Bft) \| \| \| 194,274 \| Erfurt Fahrzeugwerk (Bft) \| Erfurt Fahrzeugwerk (Bft) \| \| \| 195,213 \| Erfurt Linderbach (Bft) \| Erfurt Linderbach (Bft) \| \| \| \| nach Halle (Saale) Hbf \| \| \| \| 197,510 \| Vieselbach Umspannwerk \| (Anst) \| \| \| 215,353 \| Scherkondetalbrücke (572 m) \| ⊙ \| \| \| 217,299 \| Großbrembach (Übf) \| ⊙ \| \| \| 218,600 \| Bundesstraße 85 \| Bundesstraße 85 \| \| \| 222,700 \| Straußfurt–Großheringen \| Straußfurt–Großheringen \| \| \| 222,893 \| Gänsebachtalbrücke (1001 m) \| ⊙ \| \| \| 226,999 \| Landesgrenze Thüringen / Sachsen-Anhalt \| Landesgrenze Thüringen / Sachsen-Anhalt \| \| \| 228,991 \| Finnetunnel (6965 m) \| ⊙ \| \| \| 236,476 \| Saubachtal (Übf) \| ⊙ \| \| \| 237,000 \| Laucha–Kölleda \| Laucha–Kölleda \| \| \| 237,033 \| Saubachtalbrücke (248 m) \| ⊙ \| \| \| \| Bundesstraße 176 \| \| \| \| 237,302 \| Bibratunnel (6466 m) \| ⊙ \| \| \| 246,078 \| Unstruttalbrücke (2668 m) \| ⊙ \| \| \| \| Naumburg (Saale) Hbf–Reinsdorf \| \| \| \| 248,928 \| Osterbergtunnel (2082 m) \| ⊙ \| \| \| 252,708 \| Jüdendorf (Übf) \| ⊙ \| \| \| 258,018 \| Stöbnitztalbrücke (297 m) \| ⊙ \| \| \| 259,100 \| Merseburg–Querfurt \| Merseburg–Querfurt \| \| \| 268,500 \| Merseburg–Schafstädt \| Merseburg–Schafstädt \| \| \| 269,322 \| Dörstewitz (Übf) \| ⊙ \| \| \| 269,800 \| Bundesautobahn 38 \| Bundesautobahn 38 \| \| \| 272,200 \| Merseburg–Halle-Nietleben \| Merseburg–Halle-Nietleben \| \| \| 272,337 \| Saale-Elster-Talbrücke (6465 m) \| ⊙ \| \| \| \| Saale \| \| \| \| 274,384 \| Halle-Planena (Abzw) \| Halle-Planena (Abzw) \| \| \| \| Verbindungsbahn nach Halle-Ammendorf \| \| \| \| \| Bundesstraße 91 \| \| \| \| \| Straßenbahn Bad Dürrenberg–Halle-Ammendorf \| \| \| \| \| Bebra–Halle (Saale) Hbf \| \| \| \| \| Weiße Elster \| \| \| \| 278,802 \| \| \| \| \| 284,400 \| Bundesstraße 6 \| Bundesstraße 6 \| \| \| 284,522 \| Gröbers West \| Gröbers West \| \| \| \| nach Leipzig Messe Süd \| \| \| \| 259,100 \| Leipzig–Magdeburg Hbf und Gröbers–Halle Hbf (S-Bahn) \| Leipzig–Magdeburg Hbf und Gröbers–Halle Hbf (S-Bahn) \| \| \| \| von Magdeburg Hbf \| \| \| \| 285,401 \| Gröbers \| ⊙ \| \| \| \| von Leipzig Messe Süd \| \| \| \| \| nach Magdeburg Hbf \| \| \| \| 287,024 \| Gröbers Ost \| Gröbers Ost \| \| \| 290,450 \| Landesgrenze Sachsen-Anhalt / Sachsen \| Landesgrenze Sachsen-Anhalt / Sachsen \| \| \| 291,400 \| Bundesautobahn 9 \| Bundesautobahn 9 \| \| \| 293,174 \| Leipzig/Halle Flughafen \| ⊙ \| \| \| 305,662 \| Leipzig Messe Hp \| ⊙ \| \| \| 306,400 \| Bundesstraße 2 \| Bundesstraße 2 \| \| \| \| Leipziger Güterring, von Bft Leipzig Messe Nord \| \| \| \| 307,116 \| Leipzig-Mockau \| Leipzig-Mockau \| \| \| \| Leipziger Güterring, von Eilenburg \| \| \| \| \| Bundesstraße 2, Bundesstraße 6 (Berliner Brücke) \| \| \| \| \| Parthe \| \| \| \| \| von Großkorbetha \| \| \| \| \| von Dresden-Neustadt, von Geithain \| \| \| \| 311,896 \| Leipzig Hbf \| ⊙ \| \| \| \| \| \| \| Quellen: [6][7] \| \| \| \| | |                                                      |                                                      |
| Strecke | | von Nürnberg Hbf                                     | von Nürnberg Hbf                                     |
| Abzweig geradeaus und ehemals von rechts | | von Kleinreuth                                       | von Kleinreuth                                       |
| Strecke nach halblinks und von rechts · Strecke | | geplante S-Bahn-Strecke                              | geplante S-Bahn-Strecke                              |
| Kopfbahnhof Strecke bis hier außer Betrieb | 18,600 018,600 | Eltersdorf                                           | Eltersdorf                                           |
| Strecke geradeaus und von links · Strecke quer | | von Frauenaurach                                     | von Frauenaurach                                     |
| Haltepunkt / Haltestelle | 20,570 000,000 | Erlangen-Bruck Hp                                    | Erlangen-Bruck Hp                                    |
| Strecke | 20,649 | Erlangen-Bruck (Bft)                                 | Erlangen-Bruck (Bft)                                 |
| Bahnhof | 21,626 021,626 | Erlangen Paul-Gossen-Straße (Bft)                    | Erlangen Paul-Gossen-Straße (Bft)                    |
| Dienststation / Betriebs- oder Güterbahnhof | 22,300 022,300 | Erlangen Gbf (Bft)                                   | Erlangen Gbf (Bft)                                   |
| Bahnhof | 23,504 023,504 | Erlangen                                             | Erlangen                                             |
| Tunnel · Tunnel | 24,900 024,900 | Burgbergtunnel                                       | Burgbergtunnel                                       |
| Haltepunkt / Haltestelle | 27,407 000,000 | Bubenreuth                                           | Bubenreuth                                           |
| Haltepunkt / Haltestelle | 30,903 000,000 | Baiersdorf                                           | Baiersdorf                                           |
| Haltepunkt / Haltestelle | 34,720 000,000 | Kersbach                                             | Kersbach                                             |
| Strecke quer · Abzweig geradeaus und von rechts | | von Ebermannstadt                                    | von Ebermannstadt                                    |
| Bahnhof | 39,289 038,289 | Forchheim (Oberfr)                                   | Forchheim (Oberfr)                                   |
| Haltepunkt / Haltestelle | 40,183 000,000 | Forchheim Nord                                       | Forchheim Nord                                       |
| Dienststation / Betriebs- oder Güterbahnhof Strecke ab hier außer Betrieb | 42,269 000,000 | Eggolsheim Süd (Übf)                                 | Eggolsheim Süd (Übf)                                 |
| Haltepunkt / Haltestelle Streckenende | 45,310 000,000 | Eggolsheim                                           | Eggolsheim                                           |
| Haltepunkt / Haltestelle Streckenende | 48,403 000,000 | Buttenheim                                           | Buttenheim                                           |
| Bahnhof Streckenende | 51,191 000,000 | Hirschaid                                            | Hirschaid                                            |
| Strecke geradeaus und von links · Strecke quer | | von Ebrach                                           | von Ebrach                                           |
| Bahnhof Strecke ab hier außer Betrieb | 54,771 | Strullendorf                                         | Strullendorf                                         |
| Haltepunkt / Haltestelle Streckenende | 59,780 000,000 | Bamberg Süd (geplant)                                | Bamberg Süd (geplant)                                |
| Bahnhof Strecke bis hier außer Betrieb | 0,000 062,37262,372 062,372 | Bamberg                                              | Bamberg                                              |
| Strecke geradeaus und nach links · Strecke quer | | nach Rottendorf                                      | nach Rottendorf                                      |
| Abzweig geradeaus und nach links · Strecke quer | | nach Rottendorf (höhenfrei geplant)                  | nach Rottendorf (höhenfrei geplant)                  |
| Strecke geradeaus und von links · Strecke quer | | von Höflein                                          | von Höflein                                          |
| Blockstelle | 2,648 065,163 | Hallstadt (b Bamberg) (Abzw)                         | Hallstadt (b Bamberg) (Abzw)                         |
| Haltepunkt / Haltestelle | 3,455 000,000 | Hallstadt Hp                                         | Hallstadt Hp                                         |
| Dienststation / Betriebs- oder Güterbahnhof | 5,271 067,895 | Breitengüßbach Süd (Übf)                             | Breitengüßbach Süd (Übf)                             |
| Bahnhof | 7,583 070,207 | Breitengüßbach                                       | Breitengüßbach                                       |
| Strecke geradeaus und nach links · Strecke quer | | nach Ebern                                           | nach Ebern                                           |
| Strecke | | (ab hier Richtungsbetrieb)                           | (ab hier Richtungsbetrieb)                           |
| Haltepunkt / Haltestelle | 12,056 000,000 | Ebing                                                | Ebing                                                |
| Haltepunkt / Haltestelle | 14,249 000,000 | Zapfendorf                                           | Zapfendorf                                           |
| Dienststation / Betriebs- oder Güterbahnhof | 18,000 080,277 | Unterleiterbach (Übf)                                | Unterleiterbach (Übf)                                |
| Haltepunkt / Haltestelle | 20,199 000,000 | Ebensfeld                                            | Ebensfeld                                            |
| Strecke nach rechts und von halblinks · Strecke | | nach Hof Hbf                                         | nach Hof Hbf                                         |
| Brücke über Wasserlauf | 85,875 | Mainbrücke Wiesen (219 m)                            | Mainbrücke Wiesen (219 m)                            |
| Brücke | 87,129 | Flutmuldenbrücke Wiesen (88 m)                       | Flutmuldenbrücke Wiesen (88 m)                       |
| Tunnel | 87,365 | Tunnel Eierberge (3756 m)                            | Tunnel Eierberge (3756 m)                            |
| Brücke über Wasserlauf | 91,771 | Stadelbachbrücke (90 m)                              | Stadelbachbrücke (90 m)                              |
| Tunnel | 92,693 | Tunnel Kulch (1331 m)                                | Tunnel Kulch (1331 m)                                |
| Tunnel | 95,317 | Tunnel Lichtenholz (931 m), Bundesstraße 289         | Tunnel Lichtenholz (931 m), Bundesstraße 289         |
| Brücke über Wasserlauf | 97,369 | Mühlbachbrücke Untersiemau (175 m)                   | Mühlbachbrücke Untersiemau (175 m)                   |
| Brücke über Wasserlauf | 98,263 | Talbrücke Weißenbrunn am Forst (614 m)               | Talbrücke Weißenbrunn am Forst (614 m)               |
| Blockstelle | 99,780 | Weißenbrunn am Forst (Abzw)                          | Weißenbrunn am Forst (Abzw)                          |
| Abzweig geradeaus und nach rechts | | nach Creidlitz                                       | nach Creidlitz                                       |
| Tunnelanfang | 100,301 | Tunnel Höhnberg (824 m)                              | Tunnel Höhnberg (824 m)                              |
| Kreuzung mit Tunnelstrecke und geradeaus oben (im Tunnel) | | Weißenbrunn am Forst–Creidlitz                       | Weißenbrunn am Forst–Creidlitz                       |
| Tunnelende | 101,125 |                                                      |                                                      |
| Strecke Anfang Hochstrecke | 101,183 | Füllbachtalbrücke (1012 m)                           | Füllbachtalbrücke (1012 m)                           |
| Strecke unter Wasserlauf | | Füllbach                                             | Füllbach                                             |
| Kreuzung | | Lichtenfels–Eisenach                                 | Lichtenfels–Eisenach                                 |
| Strecke Ende Hochstrecke | |                                                      |                                                      |
| Tunnel | 102,638 | Tunnel Rennberg (1072 m)                             | Tunnel Rennberg (1072 m)                             |
| Brücke | 104,258 | Kiengrundbrücke (108 m)                              | Kiengrundbrücke (108 m)                              |
| Tunnel | 105,058 | Tunnel Feuerfelsen (1043 m), Bundesautobahn 73       | Tunnel Feuerfelsen (1043 m), Bundesautobahn 73       |
| Dienststation / Betriebs- oder Güterbahnhof | 106,680 | Rödental Bbf                                         | Rödental Bbf                                         |
| Strecke Anfang Hochstrecke | 107,714 | Itztalbrücke (868 m)                                 | Itztalbrücke (868 m)                                 |
| Strecke unter Wasserlauf | | Itz                                                  | Itz                                                  |
| Kreuzung Ende Hochstrecke | | Ernstthal am Rennsteig–Coburg                        | Ernstthal am Rennsteig–Coburg                        |
| Abzweig geradeaus und von links | | von Herzogsweg Abzw                                  | von Herzogsweg Abzw                                  |
| Blockstelle | 109,502 | Esbacher See Abzw                                    | Esbacher See Abzw                                    |
| Brücke | 111,377 | Fornbachbrücke (150 m)                               | Fornbachbrücke (150 m)                               |
| Tunnel | 111,693 | Tunnel Reitersberg (2975 m)                          | Tunnel Reitersberg (2975 m)                          |
| Brücke | 115,508 | Talbrücke Pöpelholz (306 m)                          | Talbrücke Pöpelholz (306 m)                          |
| Brücke über Wasserlauf | 116,180 | Talbrücke Froschgrundsee (798 m)                     | Talbrücke Froschgrundsee (798 m)                     |
| Grenze | 117,357 | Landesgrenze Thüringen / Bayern                      | Landesgrenze Thüringen / Bayern                      |
| Tunnel | 118,940 | Tunnel Müß (745 m)                                   | Tunnel Müß (745 m)                                   |
| Strecke Anfang Hochstrecke | 120,161 | Grümpentalbrücke (1104 m)                            | Grümpentalbrücke (1104 m)                            |
| Strecke unter Wasserlauf | | Grümpen                                              | Grümpen                                              |
| Strecke | | Bundesstraße 89                                      | Bundesstraße 89                                      |
| Kreuzung Ende Hochstrecke | | Sonneberg–Eisfeld                                    | Sonneberg–Eisfeld                                    |
| Tunnel | 121,363 | Tunnel Baumleite (1317 m)                            | Tunnel Baumleite (1317 m)                            |
| Dienststation / Betriebs- oder Güterbahnhof | 123,310 | Theuern (Übf)                                        | Theuern (Übf)                                        |
| Brücke über Wasserlauf | 124,054 | Talbrücke Truckenthal (425 m)                        | Talbrücke Truckenthal (425 m)                        |
| Tunnel | 124,745 | Tunnel Bleßberg (8326 m)                             | Tunnel Bleßberg (8326 m)                             |
| Brücke | 133,100 | Saubachbrücke (55 m)                                 | Saubachbrücke (55 m)                                 |
| Tunnel | 133,180 | Tunnel Goldberg (1163 m)                             | Tunnel Goldberg (1163 m)                             |
| Brücke | 134,363 | Grubentalbrücke (215 m)                              | Grubentalbrücke (215 m)                              |
| Kulminations-/Scheitelpunkt | | Scheitelpunkt                                        | 603 m                                                |
| Brücke | 134,779 | Dunkeltalbrücke (291 m)                              | Dunkeltalbrücke (291 m)                              |
| Tunnel | 135,110 | Tunnel Rehberg (602 m)                               | Tunnel Rehberg (602 m)                               |
| Brücke | 135,739 | Rehtalbrücke (203 m)                                 | Rehtalbrücke (203 m)                                 |
| Tunnel | 135,972 | Tunnel Masserberg (1051 m)                           | Tunnel Masserberg (1051 m)                           |
| Brücke über Wasserlauf | 137,131 | Massetalbrücke (385 m)                               | Massetalbrücke (385 m)                               |
| Überleitstelle / Spurwechsel | 137,783 | Massetal (Üst)                                       | Massetal (Üst)                                       |
| Tunnel | 138,023 | Tunnel Fleckberg (1490 m)                            | Tunnel Fleckberg (1490 m)                            |
| Brücke über Wasserlauf | 139,556 | Oelzetalbrücke (370 m)                               | Oelzetalbrücke (370 m)                               |
| Tunnelanfang | 140,114 | Tunnel Silberberg (7407 m)                           | Tunnel Silberberg (7407 m)                           |
| Kreuzung (Querstrecke außer Betrieb) (im Tunnel) | | Großbreitenbach–Ilmenau                              | Großbreitenbach–Ilmenau                              |
| Kreuzung (Querstrecke außer Betrieb) (im Tunnel) | | Ilmenau–Großbreitenbach                              | Ilmenau–Großbreitenbach                              |
| Brücke über Wasserlauf | 147,552 | Wohlrosetalbrücke (150 m)                            | Wohlrosetalbrücke (150 m)                            |
| Tunnel | 147,753 | Tunnel Brandkopf (1493 m)                            | Tunnel Brandkopf (1493 m)                            |
| Brücke über Wasserlauf | 149,432 | Schobsetalbrücke (87 m)                              | Schobsetalbrücke (87 m)                              |
| Tunnel | 149,538 | Tunnel Lohmeberg (688 m)                             | Tunnel Lohmeberg (688 m)                             |
| Tunnel | 150,743 | Tunnel Tragberg (500 m)                              | Tunnel Tragberg (500 m)                              |
| Strecke Anfang Hochstrecke | 151,385 | Ilmtalbrücke (1681 m), Bundesstraße 88               | Ilmtalbrücke (1681 m), Bundesstraße 88               |
| Kreuzung (Querstrecke außer Betrieb) | | Ilmenau–Großbreitenbach                              | Ilmenau–Großbreitenbach                              |
| Strecke unter Wasserlauf | | Ilm                                                  | Ilm                                                  |
| Strecke Ende Hochstrecke | |                                                      |                                                      |
| Dienststation / Betriebs- oder Güterbahnhof | 154,224 | Ilmenau-Wolfsberg (Übf)                              | Ilmenau-Wolfsberg (Übf)                              |
| Brücke über Wasserlauf | 155,441 | Wümbachtalbrücke (570 m)                             | Wümbachtalbrücke (570 m)                             |
| Brücke | 157,403 | Röstalbrücke (120 m)                                 | Röstalbrücke (120 m)                                 |
| Strecke Anfang Hochstrecke | 159,293 | Humbachtalbrücke (290 m), Bundesstraße 87            | Humbachtalbrücke (290 m), Bundesstraße 87            |
| Strecke unter Wasserlauf Ende Hochstrecke | | Humbach                                              | Humbach                                              |
| Tunnel | 161,282 | Tunnel Sandberg (1320 m), Bundesautobahn 71          | Tunnel Sandberg (1320 m), Bundesautobahn 71          |
| Brücke über Wasserlauf | 163,084 | Wipfratalbrücke (172 m)                              | Wipfratalbrücke (172 m)                              |
| Tunnel | 164,287 | Tunnel Behringen (463 m)                             | Tunnel Behringen (463 m)                             |
| Brücke | 169,773 | EÜ Marlishausen–Arnstadt (54 m), L 1048              | EÜ Marlishausen–Arnstadt (54 m), L 1048              |
| Kreuzung geradeaus oben | 170,000 | Saalfeld–Arnstadt                                    | Saalfeld–Arnstadt                                    |
| Dienststation / Betriebs- oder Güterbahnhof | 175,082 | Eischleben (Übf)                                     | Eischleben (Übf)                                     |
| Brücke | 177,039 | EÜ Arnstadt–Eischleben (40 m), L 3004                | EÜ Arnstadt–Eischleben (40 m), L 3004                |
| Strecke Anfang Hochstrecke | 177,754 | Geratalbrücke Ichtershausen (1121 m), A 71           | Geratalbrücke Ichtershausen (1121 m), A 71           |
| Strecke unter Wasserlauf Ende Hochstrecke | | Gera                                                 | Gera                                                 |
| Brücke | 179,033 | Brücke Molsdorf (90 m), Bundesautobahn 4             | Brücke Molsdorf (90 m), Bundesautobahn 4             |
| Kreuzung Anfang Hochstrecke | 182,638 | Apfelstädttalbrücke (232 m)                          | Apfelstädttalbrücke (232 m)                          |
| Strecke unter Wasserlauf Ende Hochstrecke | | Halle–Bebra                                          | Halle–Bebra                                          |
| Tunnel | 183,637 | Tunnel Augustaburg (1404 m)                          | Tunnel Augustaburg (1404 m)                          |
| Brücke über Wasserlauf | 185,804 | Geratalbrücke Bischleben (323 m)                     | Geratalbrücke Bischleben (323 m)                     |
| Brücke über Wasserlauf | 186,961 | EÜ Gera II (40 m)                                    | EÜ Gera II (40 m)                                    |
| Brücke über Wasserlauf | 188,121 | EÜ Gera I (30 m)                                     | EÜ Gera I (30 m)                                     |
| Brücke | 189,757 | EÜ Schillerstraße (40 m)                             | EÜ Schillerstraße (40 m)                             |
| Brücke über Wasserlauf | 190,175 | EÜ Flutgraben II (30 m)                              | EÜ Flutgraben II (30 m)                              |
| Strecke nach halblinks und von rechts · Strecke | | von Bebra                                            | von Bebra                                            |
| Bahnhof | 191,078 | Erfurt Hbf (Erfurt Pbf)                              | ⊙                                                    |
| Strecke | 192,343 | Erfurt Güterbahnhof (Bft)                            | Erfurt Güterbahnhof (Bft)                            |
| Abzweig geradeaus und nach links · Strecke quer | | nach Wolkramshausen                                  | nach Wolkramshausen                                  |
| Abzweig geradeaus und nach links · Strecke quer | | nach Sangerhausen                                    | nach Sangerhausen                                    |
| Dienststation / Betriebs- oder Güterbahnhof | 193,610 | Erfurt Güterbahnhof Ost (Bft)                        | Erfurt Güterbahnhof Ost (Bft)                        |
| Strecke | 194,274 | Erfurt Fahrzeugwerk (Bft)                            | Erfurt Fahrzeugwerk (Bft)                            |
| Blockstelle | 195,213 | Erfurt Linderbach (Bft)                              | Erfurt Linderbach (Bft)                              |
| Strecke nach rechts und von halblinks · Strecke | | nach Halle (Saale) Hbf                               | nach Halle (Saale) Hbf                               |
| Blockstelle | 197,510 | Vieselbach Umspannwerk                               | (Anst)                                               |
| Brücke über Wasserlauf | 215,353 | Scherkondetalbrücke (572 m)                          | ⊙                                                    |
| Dienststation / Betriebs- oder Güterbahnhof | 217,299 | Großbrembach (Übf)                                   | ⊙                                                    |
| Strecke mit Straßenbrücke | 218,600 | Bundesstraße 85                                      | Bundesstraße 85                                      |
| Kreuzung geradeaus oben | 222,700 | Straußfurt–Großheringen                              | Straußfurt–Großheringen                              |
| Brücke über Wasserlauf | 222,893 | Gänsebachtalbrücke (1001 m)                          | ⊙                                                    |
| Grenze | 226,999 | Landesgrenze Thüringen / Sachsen-Anhalt              | Landesgrenze Thüringen / Sachsen-Anhalt              |
| Tunnel | 228,991 | Finnetunnel (6965 m)                                 | ⊙                                                    |
| Dienststation / Betriebs- oder Güterbahnhof | 236,476 | Saubachtal (Übf)                                     | ⊙                                                    |
| Kreuzung geradeaus oben (Querstrecke außer Betrieb) | 237,000 | Laucha–Kölleda                                       | Laucha–Kölleda                                       |
| Strecke unter Wasserlauf Anfang Hochstrecke | 237,033 | Saubachtalbrücke (248 m)                             | ⊙                                                    |
| Strecke | | Bundesstraße 176                                     | Bundesstraße 176                                     |
| Tunnel | 237,302 | Bibratunnel (6466 m)                                 | ⊙                                                    |
| Strecke unter Wasserlauf Anfang Hochstrecke | 246,078 | Unstruttalbrücke (2668 m)                            | ⊙                                                    |
| Kreuzung Ende Hochstrecke | | Naumburg (Saale) Hbf–Reinsdorf                       | Naumburg (Saale) Hbf–Reinsdorf                       |
| Tunnel | 248,928 | Osterbergtunnel (2082 m)                             | ⊙                                                    |
| Dienststation / Betriebs- oder Güterbahnhof | 252,708 | Jüdendorf (Übf)                                      | ⊙                                                    |
| Brücke über Wasserlauf | 258,018 | Stöbnitztalbrücke (297 m)                            | ⊙                                                    |
| Kreuzung geradeaus unten | 259,100 | Merseburg–Querfurt                                   | Merseburg–Querfurt                                   |
| Kreuzung geradeaus unten | 268,500 | Merseburg–Schafstädt                                 | Merseburg–Schafstädt                                 |
| Dienststation / Betriebs- oder Güterbahnhof | 269,322 | Dörstewitz (Übf)                                     | ⊙                                                    |
| Strecke mit Straßenbrücke | 269,800 | Bundesautobahn 38                                    | Bundesautobahn 38                                    |
| Kreuzung geradeaus oben | 272,200 | Merseburg–Halle-Nietleben                            | Merseburg–Halle-Nietleben                            |
| Strecke geradeaus | 272,337 | Saale-Elster-Talbrücke (6465 m)                      | ⊙                                                    |
| Strecke unter Wasserlauf | | Saale                                                | Saale                                                |
| Blockstelle | 274,384 | Halle-Planena (Abzw)                                 | Halle-Planena (Abzw)                                 |
| Abzweig geradeaus und nach links | | Verbindungsbahn nach Halle-Ammendorf                 | Verbindungsbahn nach Halle-Ammendorf                 |
| Strecke | | Bundesstraße 91                                      | Bundesstraße 91                                      |
| Kreuzung mit U-Bahn | | Straßenbahn Bad Dürrenberg–Halle-Ammendorf           | Straßenbahn Bad Dürrenberg–Halle-Ammendorf           |
| Kreuzung | | Bebra–Halle (Saale) Hbf                              | Bebra–Halle (Saale) Hbf                              |
| Strecke unter Wasserlauf | | Weiße Elster                                         | Weiße Elster                                         |
| Strecke Ende Hochstrecke | 278,802 |                                                      |                                                      |
| Brücke | 284,400 | Bundesstraße 6                                       | Bundesstraße 6                                       |
| Blockstelle | 284,522 | Gröbers West                                         | Gröbers West                                         |
| Abzweig geradeaus und nach rechts | | nach Leipzig Messe Süd                               | nach Leipzig Messe Süd                               |
| Kreuzung geradeaus oben | 259,100 | Leipzig–Magdeburg Hbf und Gröbers–Halle Hbf (S-Bahn) | Leipzig–Magdeburg Hbf und Gröbers–Halle Hbf (S-Bahn) |
| Abzweig geradeaus und von links | | von Magdeburg Hbf                                    | von Magdeburg Hbf                                    |
| Dienststation / Betriebs- oder Güterbahnhof | 285,401 | Gröbers                                              | ⊙                                                    |
| Abzweig geradeaus und nach rechts | | von Leipzig Messe Süd                                | von Leipzig Messe Süd                                |
| Abzweig geradeaus und von links | | nach Magdeburg Hbf                                   | nach Magdeburg Hbf                                   |
| Blockstelle | 287,024 | Gröbers Ost                                          | Gröbers Ost                                          |
| Grenze | 290,450 | Landesgrenze Sachsen-Anhalt / Sachsen                | Landesgrenze Sachsen-Anhalt / Sachsen                |
| Brücke | 291,400 | Bundesautobahn 9                                     | Bundesautobahn 9                                     |
| Bahnhof | 293,174 | Leipzig/Halle Flughafen                              | ⊙                                                    |
| Haltepunkt / Haltestelle | 305,662 | Leipzig Messe Hp                                     | ⊙                                                    |
| Brücke | 306,400 | Bundesstraße 2                                       | Bundesstraße 2                                       |
| Abzweig geradeaus und von links | | Leipziger Güterring, von Bft Leipzig Messe Nord      | Leipziger Güterring, von Bft Leipzig Messe Nord      |
| Dienststation / Betriebs- oder Güterbahnhof | 307,116 | Leipzig-Mockau                                       | Leipzig-Mockau                                       |
| Abzweig geradeaus, nach links und von links | | Leipziger Güterring, von Eilenburg                   | Leipziger Güterring, von Eilenburg                   |
| Strecke mit Straßenbrücke | | Bundesstraße 2, Bundesstraße 6 (Berliner Brücke)     | Bundesstraße 2, Bundesstraße 6 (Berliner Brücke)     |
| Brücke über Wasserlauf | | Parthe                                               | Parthe                                               |
| Abzweig geradeaus und von rechts | | von Großkorbetha                                     | von Großkorbetha                                     |
| Abzweig geradeaus und von links | | von Dresden-Neustadt, von Geithain                   | von Dresden-Neustadt, von Geithain                   |
| Kopfbahnhof Streckenende | 311,896 | Leipzig Hbf                                          | ⊙                                                    |
| | |                                                      |                                                      |
| Quellen: | |                                                      |                                                      |

Die Schnellfahrstrecke Eltersdorf–Leipzig ist eine zweigleisige, elektrifizierte Hauptbahn in Bayern, Thüringen, Sachsen-Anhalt und Sachsen, die als Schnellfahrstrecke insbesondere für den Schienenpersonenfernverkehr konzipiert wurde. Sie zweigt in Eltersdorf von der Bahnstrecke Nürnberg–Bamberg ab und führt über Bamberg und Erfurt nach Leipzig bzw. Halle Saale.
Über eine Verbindungskurve bei Schkopau sind direkte Zugfahrten von Nürnberg nach Halle (Saale) und Berlin möglich. Außerdem gibt es zwei Verbindungskurven zur Bahnstrecke Eisenach–Lichtenfels, sodass Züge auch über Coburg verkehren können.
Die Strecke wurde im Rahmen des Verkehrsprojekts Deutsche Einheit Nr. 8 geplant und ist Teil der Achse Nr. 1 (Berlin–Verona–Palermo) der Transeuropäischen Netze.

## Streckenbeschreibung

### Ausbaustrecke Eltersdorf–Ebensfeld
Der erste Abschnitt der Schnellfahrstrecke ist eine viergleisige Ausbaustrecke zwischen Eltersdorf und der Gemeinde Ebensfeld. Der mittlere Abschnitt zwischen Eggolsheim, Bamberg und Hallstadt ist noch nicht fertiggestellt, die übrigen Abschnitte wurden zwischen 2017 und 2024 eröffnet. In diesem Bereich verläuft die Schnellfahrstrecke parallel zu den Strecken Nürnberg–Bamberg und Bamberg–Hof auf einer gemeinsamen viergleisigen Trasse. Die beiden innenliegenden Gleise dienen dem Regionalverkehr mit Bahnsteigen an allen Stationen, während die beiden Außengleise mit bis zu 230 km/h befahren werden können und dem Fernverkehr dienen. Zwischen Bamberg und Ebensfeld gibt es ein Überwerfungsbauwerk in dessen Anschluss sich Strecken im Linienbetrieb verlaufen, die Schnellfahrstrecke liegt westlich, die Strecke nach Hof östlich. Die letzte gemeinsame Betriebsstelle von Schnellfahrstrecke und Bestandsstrecke ist der Betriebsbahnhof Unterleiterbach, nördlich von Ebensfeld trennen sich die Strecken.

### Neubaustrecke Ebensfeld–Erfurt
Ab Ebensfeld verläuft die Schnellfahrstrecke auf einem eigenen Planum weiter bis Erfurt und ist dort vollständig ein Neubau. Entgegen der Kilometrierung betrachtet verläuft die Strecke ab Erfurt Hauptbahnhof Richtung Westen auf der nördlichen Seite des Geratals parallel zu den Gleisen der Thüringer Bahn. Hiervon trennt sie sich vor Erfurt-Bischleben, um nach Fluss- und Straßenüberbrückung im Tunnel Augustaburg zu verschwinden. Nach dem Tunnel schwenkt die Trasse parallel zur Bundesautobahn 71 Richtung Süden ein. Zuerst wird neben der westlich liegenden Autobahn auf der Apfelstädttalbrücke die Apfelstädt, eine Landstraße und die Thüringer Bahn überquert. Danach schließt sich die Geratalbrücke Ichtershausen an, die die A 4 am Kreuz Erfurt, die A 71 in einem schleifenden Schnitt und wiederum die Gera überbrückt. Es folgt bis Neuroda der 23 km lange Bündelungsabschnitt auf der westlichen Seite der A 71 mit einem Trassenabstand von 40 Metern auf dem Rücken zwischen Gera- und Wipfratal. Mit dem Tunnel Sandberg, der die A 71 unterquert, trennen sich die Trassen und die SFS gelangt an den Westhang des Ilmtals. Anschließend folgt noch ein ungefähr 7 km langer Abschnitt mit der Wümbachtalbrücke bis zum neuen Bahnhof Ilmenau-Wolfsberg. Östlich von Ilmenau wird das Ilmtal mit einem imposanten Talübergang gequert.
Nach Ilmenau erfolgt die technisch aufwendige Querung des Thüringer Waldes mit neun Tunneln mit einer Gesamtlänge von mehr als 22 km. Die Strecke führt südwärts über der Westflanke des Wohlrosetals weiter. Nach Überbrückung der Wohlrose beginnt der nahezu 7,5 km lange Silberbergtunnel, mit dem der Höhenrücken zum Oberen Einzugsgebiet der Oelze unterfahren wird. Ihm folgen unmittelbar mehrere Talbrücken und Tunnel sowie die Überleitstelle Massetal. Nun strebt die Schnellfahrstrecke an den westlichen Abhängen des oberen Schwarzatals, herabziehende Seitengräben zwischen Bergsporntunnels aufgrund des geradlinigen Verlaufs überbrückend, nicht nur ihrem Scheitelpunkt auf rund 600 m ü. A., sondern auch dem letzten durchbohrten großen Bergrücken, jenem des Bleßbergs, zu. Im Oberlaufgebiet der Itz gelangt sie zum Froschgrund, südlich davon am und im westlichen Höhenzug des Itztals zur Überbrückung desselben östlich von Coburg. Die kreisfreie Stadt wird in ihrem hügeligen Hinterland umfahren. Die Strecke führt dann an den Ostabhängen des Itztals weiter nach Süden und durchmisst den Geländerücken südostwärts zum Maintal mit dem Tunnel Eierberge. Am Talboden des weiten Tals angelangt, erreicht sie nach der Flussbrücke auf Höhe der Ortschaft Ebensfeld die hier südwestwärts verlaufenden Bahnstrecke Bamberg–Hof.
Der Baukilometer 0,0 der Neubautrasse Ebensfeld–Erfurt lag in Ebensfeld bei km 20,4 der Strecke Bamberg–Hof. Das Ende befand sich in Erfurt an den Einfahrsignalen des Hauptbahnhofs.
Die Trasse ist 107 km lang, davon liegen 34 km in Bayern und 73 km in Thüringen. Die Trassierung erfolgt mit einer Maximalneigung von 12,5 ‰, in Teilstücken bis 20 ‰, sowie mit einem Regelradius (horizontaler Kurvenradius) von 6300 Metern und einem Mindestradius von 3700 Metern. Die Regelausrundung (vertikaler Kurvenradius) liegt bei 25 000 Metern, der Mindestwert bei 22 500 Metern. Sie quert dabei zwischen Truckenthal und Ilmenau auf einer Länge von 27,4 km den Thüringer Wald und steigt dabei zeitweilig auf eine Höhe von bis zu rund 600 Meter über NHN an. In diesem Abschnitt liegen neun Tunnel mit einer Gesamtlänge von 22,7 km (83 % Anteil an der Gesamtlänge). Die dazwischen liegenden Quertäler werden durch neun Brücken gequert. Der Scheitelpunkt der Strecke liegt bei Goldisthal in 603 m Höhe, zwischen der Grubentalbrücke und der Dunkeltalbrücke. Da 46 km der Strecke auf mehr als 400 m Höhe liegen, wurden entsprechende Vorbereitungen für den Winterbetrieb getroffen. Dafür sind in Erfurt Schneeräumfahrzeuge stationiert, im Thüringer Wald wurden punktuell Schneefangeinrichtungen sowie entlang der Strecke vier Wetterstationen errichtet.
Mehr als fünfzig Prozent der Streckenlänge bestehen aus Ingenieurbauwerken – ein neuer Spitzenwert für Neubaustrecken in Deutschland. Die 22 Tunnel haben eine Gesamtlänge von 41 km, davon sind die beiden längsten der Tunnel Bleßberg mit 8326 Metern und der Tunnel Silberberg mit 7407 Metern. Die 29 Talbrücken weisen eine Gesamtlänge von 12 km auf, die längste ist die Ilmtalbrücke mit 1681 Metern. Daneben existieren 46 Straßen- und Wegeüberführungen.
Die maßgebliche maximale Längsneigung liegt bei 12,5 Promille. In vier kurzen Abschnitten wurde zur Einsparung von Investitionsmitteln eine kurzzeitige Anhebung auf 20 Promille eingeplant. Unter Beachtung einzuhaltender Mindestgeschwindigkeiten betrug die maximale Zugmasse in Abhängigkeit vom Triebfahrzeug zwischen 1035 und 1270 Tonnen, in Einzelfällen sind auch höhere Massen zulässig. Für 2019 geplante Änderungen an der Signalisierung zu Kosten von einer Million Euro ermöglichen mehr als 1200 bzw. 1500 Tonnen Grenzlast. Die Umsetzung erfolgte zum Fahrplanwechsel im Dezember 2020. Waren derartige Abschnitte nach dem Planungsstand von Frühjahr 1994 noch nicht vorgesehen, so waren Mitte 1994 sieben derartige Abschnitte mit Längsneigungen zwischen 17,78 und 20,0 Promille auf Längen von 400 bis 1100 Metern geplant. 1993 waren, bei 1,25 Prozent maximaler Längsneigung, Zuglasten bis zu 1715 t vorgesehen. Laut Bahnangaben von 2019 seien 1200 Tonnen die Anfang der 1990er Jahre übliche Maximalmasse eines Güterzuges gewesen.
Die Bahnstromversorgung erfolgt über drei neue Unterwerke in Roth, Ilmenau und Eischleben, die durch zwei neue Stichleitungen an das Bahnstromnetz angeschlossen werden. Das vorhandene Unterwerk Ebensfeld wird für die Energieversorgung der Neubaustrecke erweitert. Bei den Erdmassen ist kein Massenausgleich vorhanden, weshalb für ungefähr 16 Millionen Kubikmeter 24 Deponien angelegt werden. Bei Masserberg entsteht beispielsweise für 1,8 Millionen Kubikmeter eine 54,8 Hektar große, maximal 27 Meter hohe Erddeponie.
Der dauerhafte Flächenbedarf der Neubaustrecke beträgt rund 435 Hektar. In der Bauphase werden insgesamt rund 1200 Hektar benötigt. Rund 990 Hektar Ausgleichsflächen sind vorgesehen.
1995 war geplant, die Strecke zunächst mit einer Höchstgeschwindigkeit von 250 km/h in Betrieb zu nehmen, die Trassierung jedoch bereits für eine spätere Erhöhung der Geschwindigkeit auf 300 km/h auszulegen. Letztlich wurde die Neubaustrecke mit einer Streckenhöchstgeschwindigkeit von 300 km/h in Betrieb genommen. Um südlich von Coburg den Einsatz von Regionalzügen zu ermöglichen, die nicht druckertüchtigt sind, wurde auf diesem Abschnitt die zulässige Höchstgeschwindigkeit auf 250 km/h herabgesetzt. Nachdem seit Juni 2024 neue, druckfeste Triebzüge zum Einsatz kommen, wurde die Geschwindigkeit im Südabschnitt (ca. km 82 bis 101) auf 280 km/h heraufgesetzt.

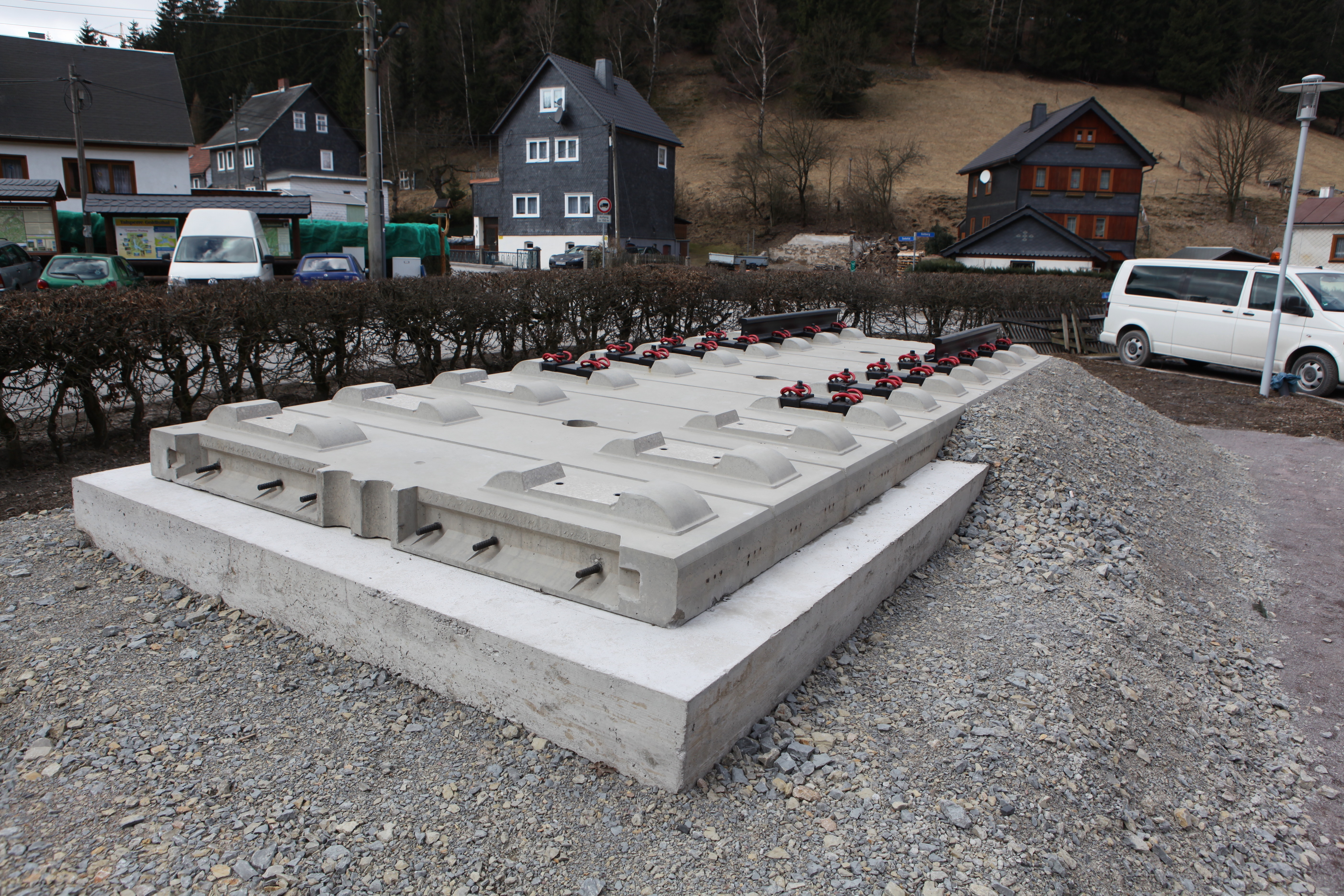
Feste-Fahrbahn-System Bögl am Informationszentrum Goldisthal

Die Neubaustrecke ist ausschließlich für den elektrischen Zugbetrieb vorgesehen und wurde mit einer Oberleitung vom Typ Re 330 ausgerüstet.
Für den Oberbau wurde die Bauform „Feste Fahrbahn“ ausgewählt, wobei die Überholgleise und die Einbindungen in das bestehende Netz in konventionellem Schotteroberbau errichtet wurden. Der Gleisabstand beträgt 4,70 Meter, die Planumsbreite in der Geraden 13,30 Meter. Im Thüringer Streckenabschnitt wurde gemäß einer Planänderung im Jahr 1998 der Gleisabstand auf 4,50 Meter reduziert. Die Planumsbreite wurde dabei auf 12,10 Meter und der Nutzquerschnitt der Tunnel von 101 auf 92 Quadratmeter vermindert. Die Mehrkosten für die Beibehaltung der größeren Gleisabstände in Bayern bezifferte der Bundesrechnungshof 2014 mit mindestens 35 Millionen Euro. Das Eisenbahn-Bundesamt erklärte, es habe in Bayern, im Gegensatz zu Thüringen, bei einer Änderung der Planfeststellungsbeschlüsse Risiken für den rechtlichen Bestand durch Einwendungen Dritter befürchtet. Der Bundesrechnungshof hielt dies für unzutreffend, da Betroffenheiten durch die Verkleinerung des Gleisabstandes in Bayern vermindert hätten werden können. Hinter dem Tunnel Augustaburg wird der Gleisabstand auf 4,00 Meter verzogen.
Die Gleisverbindungen zwischen den Stammgleisen sind für eine Abzweiggeschwindigkeit von 130 km/h ausgelegt. Die Abstände der Überholungsbahnhöfe wurden in einer betriebswissenschaftlichen Studie ermittelt und sind entsprechend dem vorgesehenen Betriebsprogramm bemessen.

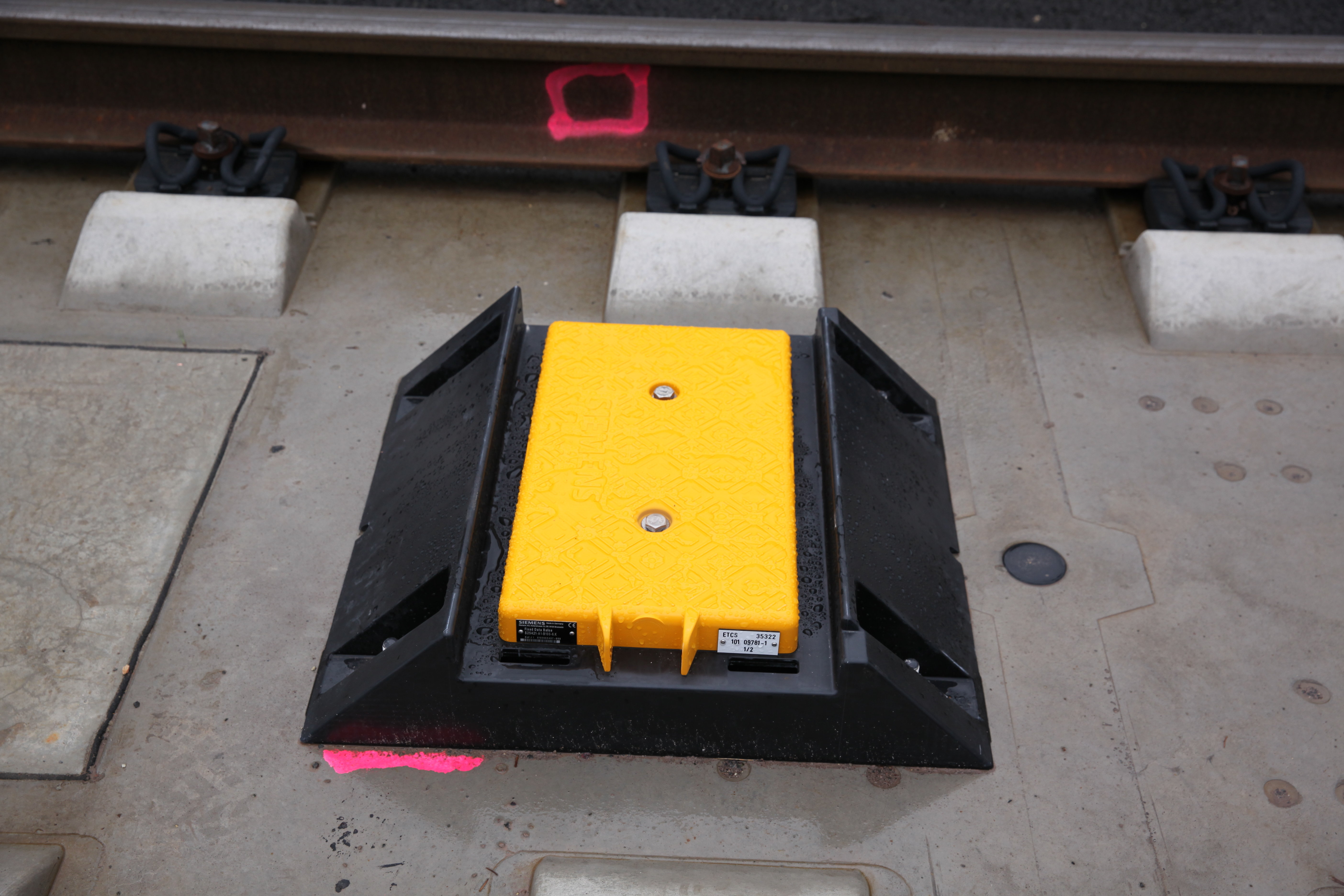
Festdatenbalise für ETCS mit Schutz (schwarzer Unterbau) gegen Eisschlag im Winter, am Schaltposten Niederfüllbach (2017)

Auf dem Streckenzug Ebensfeld–Erfurt–Halle/Leipzig wurde erstmals in Deutschland das Zugbeeinflussungssystem ETCS Level 2 ohne ortsfeste Lichtsignale (L2oS) und ohne optische signaltechnische Rückfallebene eingesetzt. Für den Neubaustreckenteil wurde dabei eine ETCS-Streckenzentrale in Unterleiterbach errichtet. Ohne Lichtsignale ausgerüstet wurde dabei der Abschnitt zwischen den Betriebsstellen Unterleiterbach (ausschließlich) und Erfurt Hauptbahnhof (ausschließlich) sowie zwischen Erfurt Hauptbahnhof (ausschließlich) und Betriebsbahnhof Gröbers (ausschließlich).
Gemäß den EU-Planungsvorgaben war im Jahr 2014 ETCS nach Baseline 3 geplant. Im Jahr 2015 wurde ersichtlich, dass Fahrzeug- und Streckenausrüstungen nach der neuen Norm bis zur Inbetriebnahme vermutlich keine behördliche Zulassung bekommen können. Um eine weitere Gefährdung des Inbetriebnahmetermins auszuschließen, wurde die Pilotierung mit den neuen Signalanlagen L2oS auf der VDE 8.2 beschlossen und mit Inbetriebnahme der VDE 8.1 sollte dann auf eine einheitliche Version auf der gesamten Neubaustrecke hochgerüstet werden. Diese Inbetriebnahmeversion für die Strecke ist SRS 2.3.0d. Eine Hochrüstung auf Baseline 3 wurde verschoben. Gegenüber der Inbetriebnahmeversion auf der VDE 8.2 kommt hier von Beginn an eine erweiterte ETCS-Version 2.3.0d mit insgesamt 21 neuen Funktionen zum Einsatz.
Als Rückfallebene wurde mit ETCS eine punktförmige Zugbeeinflussung nachgebildet, die außerhalb von Betriebsstellen mit Weichen bis zu 160 km/h zulässt. Für gestörte GSM-R-Basisstationen wurde darüber hinaus ein Verfahren entwickelt, mit dem diese durchfahren werden können.

Da keine Erkenntnisse über Zugbegegnungen zwischen mehr als 250 km/h schnellen Personen- und Güterzügen im Tunnel vorliegen, sind derartige Begegnungen mit mindestens einem SIL-4-sicheren technischen System auszuschließen. Für die Realisierung des Tunnelbegegnungsverbots zwischen Personen- und Güterzügen wurden verschiedene Lösungen untersucht und letztlich ein spezielles System konzipiert, das dem Stellwerk Erlaubnisse zur Einfahrten in Tunnel übermittelt, soweit bestimmte Kriterien eingehalten sind. Dazu sind Projektierungsdaten (z. B. Tunnelbereiche), Regeln für zulässige und unzulässige Begegnungen sowie Zugkategorien mit verschiedenen Merkmalen (z. B. Achsmuster und ETCS-Zugkategorien) zu hinterlegen. Ein entsprechendes System war Mitte 2015 in der Endphase der Entwicklung. Nach manchen Angaben sei das System bereits Ende 2017 in Betrieb gewesen (u. a. für beladene Bahndienstfahrzeuge), nach anderen Angaben solle die Umsetzung 2018 erfolgen. Die Zulassung der Software durch das Eisenbahn-Bundesamt steht aus (Stand: 2019). Die Deutsche Bahn arbeitet nach eigenen Angaben an der Erstellung technischer Rahmenbedingungen, die einen Mischbetrieb zulassen (Stand: Februar 2019). Mit einer Mitte 2019 bekannt gewordenen Anpassung der Schienennetz-Nutzungsbedingungen sind, zusätzlich zum technischen Ausschluss von Begegnungen bzw. Überholungen von Personen- mit Güterzügen, vor Fahrtantritt die Prüfungsschritte zur Eingabe der ETCS-Zugart schriftlich zu dokumentieren. Ausgenommen davon sind Fahrzeuge, deren ETCS-Zugart als fester, unverändlicher Wert eingetragen ist. Die Einführung eines ähnlichen Systems auf der Schnellfahrstrecke Hannover–Würzburg war letztlich nicht erfolgreich verlaufen.
Um einen Halt von Güterzügen in starken Steigungen zu vermeiden, sollen noch 2019 verschiedene Balisen südlich und nördlich von Goldisthal für etwa eine Million Euro versetzt werden. Erwogen wurde ferner die Einrichtung einer „Grünen Welle“ in der Sicherungstechnik, um die Grenzlast von 1200 auf 1500 t zu erhöhen. Durch die zum Fahrplanwechsel im Dezember 2020 erfolgte Versetzung von ETCS-Halttafeln wurde die Grenzlast letztlich auf 1500 t erhöht.
Für die Sprach- und Datenkommunikation der Triebfahrzeuge wurden 26 GSM-R-Basisstationen und 31 Funkfeldverstärker installiert.
Die Strecke unterliegt als Teil des transeuropäischen Hochgeschwindigkeitsnetzes der TSI. Die Strecke wird über sieben Elektronische Stellwerke (ESTW-A) aus den Betriebszentralen München und Leipzig ferngesteuert.
Rund 53 Streckenkilometer verlaufen in offener Trasse, zumeist auf Dämmen (im Maintal) oder Einschnitten. Die Höhe der Dämme ist auf 15 Meter begrenzt, die Tiefe der Einschnitte auf 20 Meter (nach DB-Richtlinie 836). Wo diese Werte nicht eingehalten werden konnten, wurden Brücken und Tunnel errichtet.
Entsprechend der 1997 eingeführten EBA-Richtlinie „Anforderungen des Katastrophenschutzes an den Bau und den Betrieb von Eisenbahntunneln“ sind Eisenbahntunnel von mehr als 1000 Metern Länge, die betrieblich im Mischbetrieb von Personen- und Güterzügen befahren werden, mit zwei separaten eingleisigen Röhren auszuführen. Damit wäre kein Mischverkehr von Personen- und Güterzügen möglich. Über das Zugbeeinflussungssystem ETCS kann diese Anforderung aber signaltechnisch sichergestellt werden. Im Bereich von Tunnelportalen wurden bauliche Maßnahmen gegen den Tunnelknall ergriffen.
Zur Energieversorgung der Strecke entstanden zwei neue Bahnstromleitungen (110 kV). Die 23,3 km lange Südleitung zweigt bei Wörlsdorf aus der bestehenden Leitung Nürnberg–Weimar ab und endet am neuen Unterwerk Roth am Nordportal des Tunnels Müß bei Welchendorf in Thüringen. Die 21 km lange Nordleitung führt vom neuen Unterwerk Eischleben zum Unterwerk Wolfsberg. Auf einer Länge von etwa 4,4 km wird die Bahnstromleitung dabei im Wipfratal auf 13 Masten der 380-kV-Freileitung, die vom Umspannwerk Vieselbach zum Umspannwerk Altenfeld verläuft, mitgeführt. Dadurch entfallen 15 Masten für die Bahnstromleitung. Zur Energieversorgung und Datenübertragung wurden darüber hinaus insgesamt etwa 1200 km Kabel verlegt.
Die 22 Tunnel mit einer Gesamtlänge von etwa 40 km wurden unter anderem mit einer Sicherheitsbeleuchtung, Elektranten (Stromversorgungskästen) und Prüfeinrichtungen für die Oberleitungsspannung ausgerüstet.
Bei einem „Ereignis im Tunnel“ können rund 700 Rettungskräfte aus den Landkreisen entlang der Strecke alarmiert werden, davon weit mehr als die Hälfte ehrenamtliche Helfer. Die einzige Berufsfeuerwehr ist in Erfurt. Die Wege zu den Notausgängen werden im Winter schneefrei gehalten. Die Rettungskräfte sind in 27 sogenannten Tunnelbasiseinheiten organisiert, die sich jeweils aus mehreren Freiwilligen Feuerwehren zusammensetzen. Diese wurden u. a. mit großen Gerätewagen und Atemschutzgerät ausgestattet. Alle Tunnel sind mit Rettungsfahrzeugen befahrbar und mit Trockenleitungen für die Löschtrupps ausgerüstet.
Zwischen dem Nordportal des Tunnels Kulch und dem Südportal des Tunnels Lichtenholz und in anderen Abschnitten wurde die Strecke eingezäunt.
In den Tunneln sind ebenfalls Funkanlagen für TETRA BOSNET verbaut.

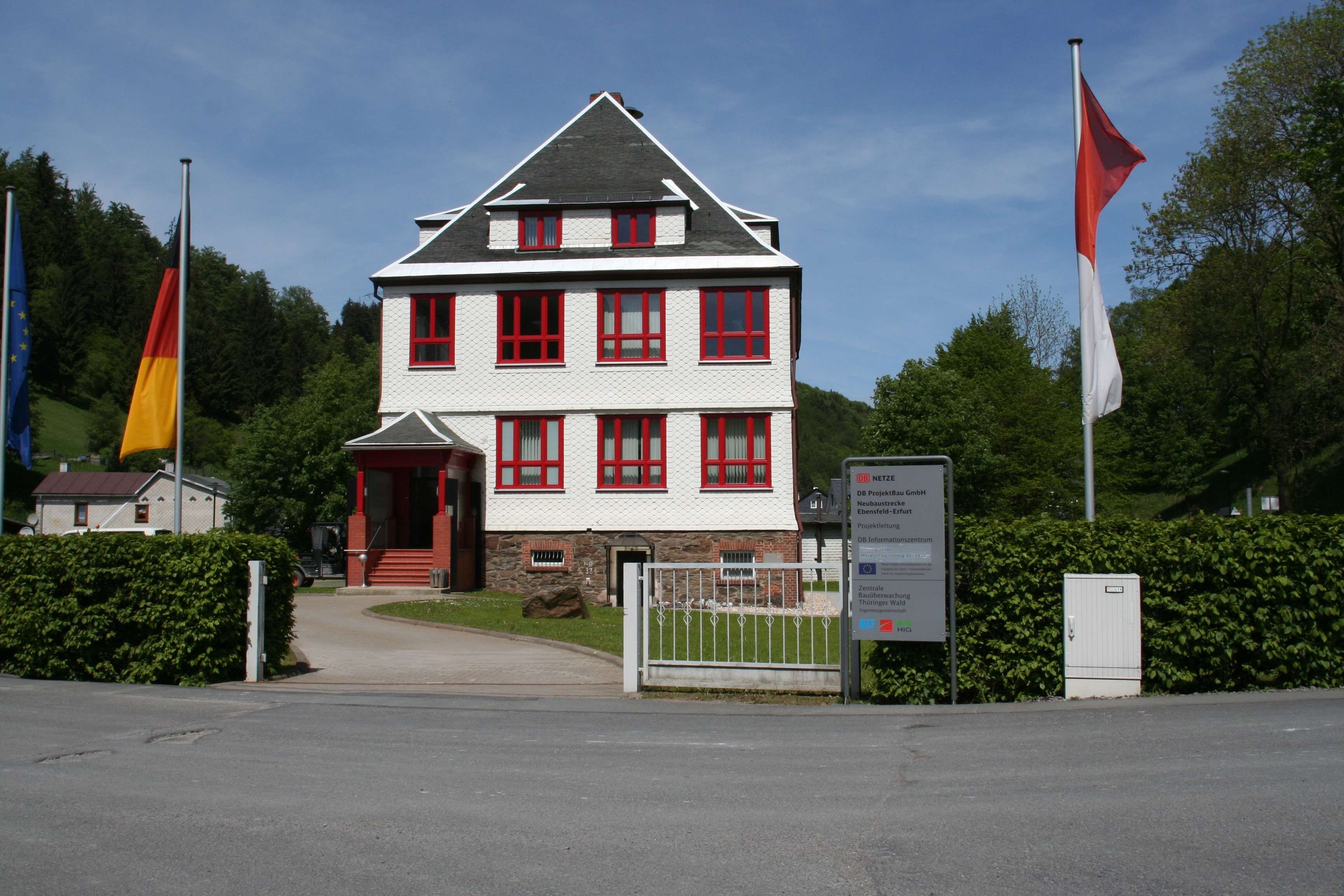
Informationszentrum Goldisthal

In Goldisthal bestand zwischen November 2008 und August 2018 im alten Schulgebäude der Gemeinde ein Informationszentrum zur Strecke. Rund 10 000 Menschen pro Jahr besuchten die Ausstellung. Im Oktober 2009 wurden bei 50° 30′ 44,6″ N, 10° 59′ 38,1″ O zwischen der Dunkeltalbrücke und der Grubentalbrücke – am höchstgelegenen Punkt der Strecke – zwei Aussichtsplattformen aufgestellt. Ende 2020 waren sie abgebaut. Weitere Informationspunkte zur Neubaustrecke gab es in Bad Staffelstein und in Coburg.

### Verbindungskurven von und nach Coburg
Über zwei Verbindungskurven bei Weißenbrunn am Forst sowie Esbach ist die Schnellfahrstrecke an die Bahnstrecke Eisenach–Lichtenfels angebunden. Diese Verbindungskurven werden mehrmals täglich von in Coburg haltenden Intercity-Express-Zügen sowie von der RE-Linie 29 Erfurt–Coburg–Nürnberg genutzt. Sie dürfen mit 100 km/h befahren werden.

### Neubaustrecke Erfurt–Planena–Gröbers

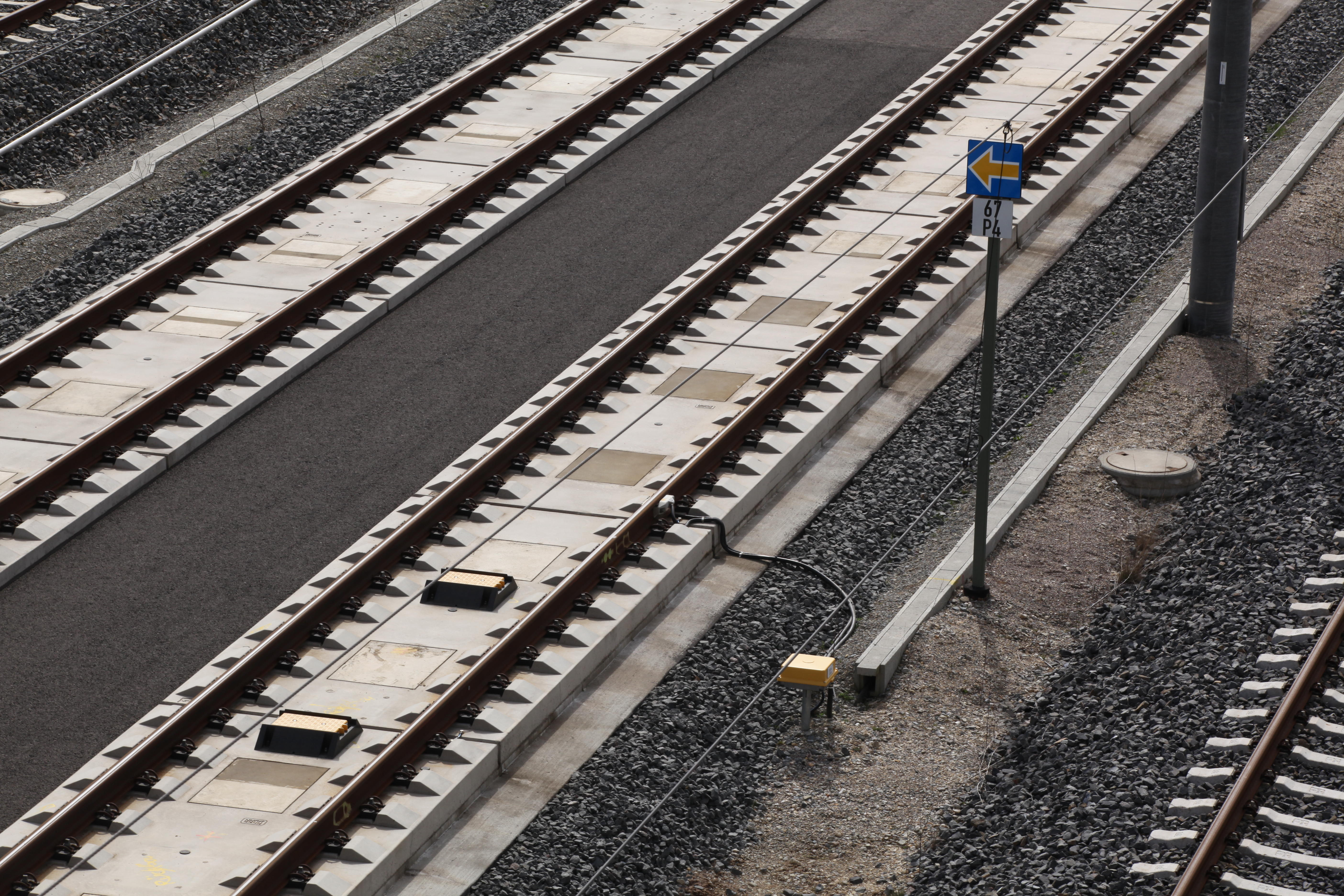
Zwei Eurobalisen an einer ETCS-Halt-Tafel (als Ausfahrsignal P4) im Überholbahnhof Jüdendorf

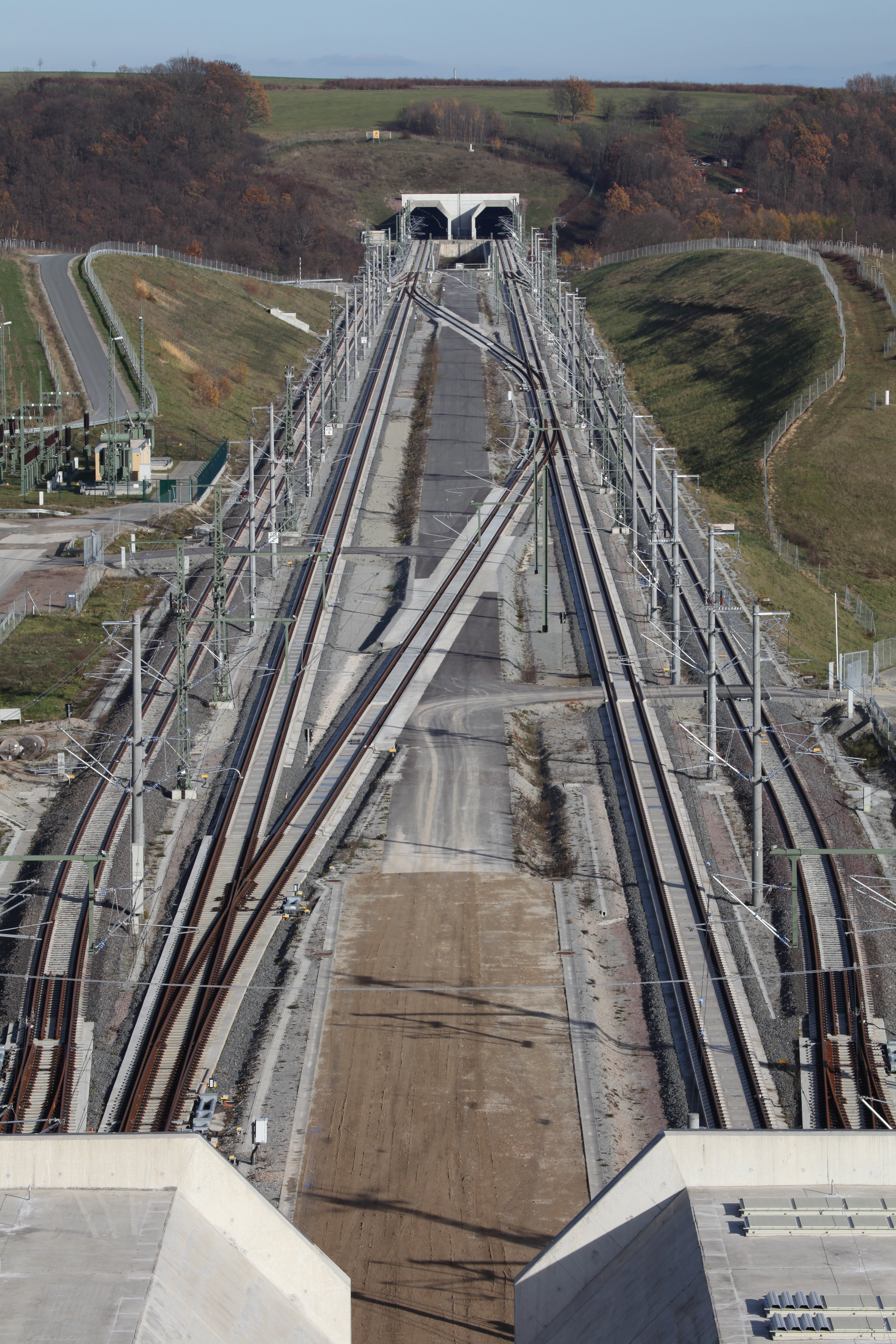
Überholbahnhof und Unterwerk Saubachtal

Zwischen Erfurt und Gröbers wurde die Schnellfahrstrecke komplett im Neubau ausgeführt.
Die Strecke verlässt den Hauptbahnhof Erfurt in östlicher Richtung in Parallellage zur Bestandsstrecke Bebra–Halle. Sie passiert den südlichen Rand des Rangierbahnhofs Erfurt und bei Azmannsdorf das südlich der Bestandsstrecke liegende Güterverkehrszentrum Vieselbach. Westlich von Vieselbach entfernt sich die Neubaustrecke von der bis hierher südlich parallel laufenden Bestandsstrecke und verläuft in nordöstlicher Richtung. Bei der Durchfahrung des Thüringer Beckens tangiert sie die Orte Großmölsen, Neumark, Krautheim und Buttstädt. Abgesehen von der Scherkondetalbrücke (576,5 Meter) und der Gänsebachtalbrücke (1001 Meter) kommt die Trasse in diesem Abschnitt ohne größere Ingenieurbauwerke aus. Der Überholbahnhof Großbrembach liegt zwischen den beiden Talbrücken.
Bei Herrengosserstedt wird der Höhenzug der Finne erreicht und im Finnetunnel (6965 Meter) zwischen Rastenberg und Bad Bibra durchfahren. Nach einem kurzen Abschnitt mit dem Überholbahnhof Saubachtal schließt sich die Saubachtalbrücke (248 m) an. Unmittelbar darauf folgt der Bibratunnel (6466 Meter), in dem die Strecke die Hochebene der Hermundurischen Scholle unterquert und östlich des Dissautals wieder an die Oberfläche tritt. Nordwestlich von Wetzendorf quert die Trasse das Tal der Unstrut auf der 2668 Meter langen Unstruttalbrücke. Im Anschluss folgt der Osterbergtunnel (2082 m), der bei Kalzendorf endet, sowie der Überholbahnhof Jüdendorf. Es folgt das Plateau der Querfurter Platte, auf der die Trasse bis auf die Stöbnitztalbrücke (297 Meter) ohne weitere größere Ingenieurbauwerke auskommt. Bei Bad Lauchstädt unterquert sie die Bundesautobahn 38 und erreicht den Überholbahnhof Dörstewitz. Mit einer Länge von rund 6465 Metern ist die Saale-Elster-Talbrücke das längste Brückenbauwerk Deutschlands und die Unstruttalbrücke mit 2668 Metern die zweitlängste Eisenbahnbrücke in Deutschland.
Auf der bei Schkopau beginnenden Saale-Elster-Talbrücke werden die Flussauen von Saale und Weißer Elster auf einer Länge von 6465 Metern durchquert. Die Errichtung der längsten Brücke Deutschlands durch mehrere Naturschutzgebiete, ein FFH-Gebiet, ein Vogelschutzgebiet und eine Trinkwasserschutzzone der Stufe III galt aufgrund zahlreicher Auflagen als besonders aufwendig.

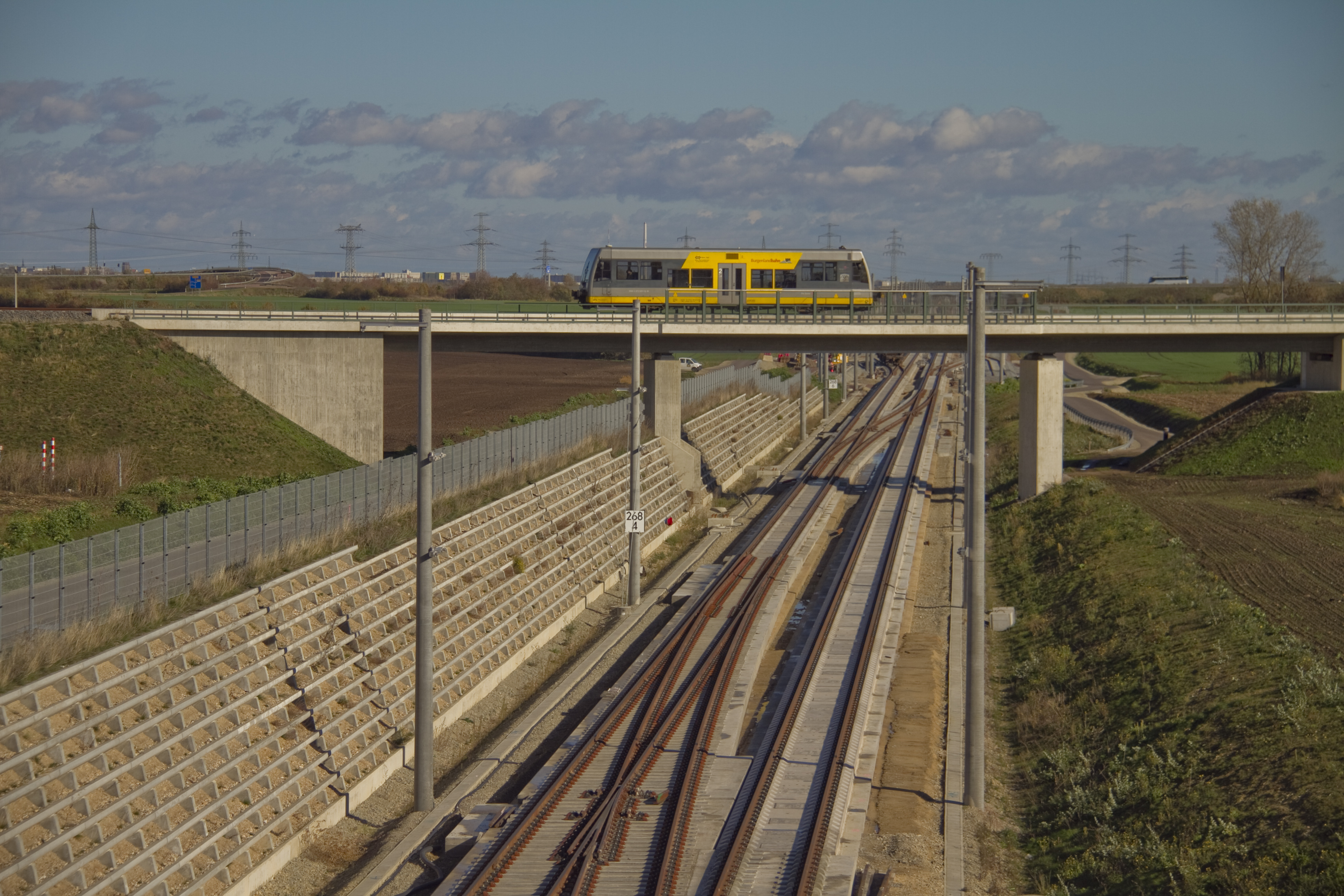
Unterquerung der seit 2017/18 weitgehend stillgelegten Bahnstrecke Merseburg–Schafstädt westlich des Überholbahnhofes Dörstewitz

Die Entwurfsgeschwindigkeit beträgt zwischen Erfurt und Gröbers bei Halle (bis km 280,0) 300 km/h. Zwischen Gröbers und Leipzig Messe (km 303,6) kann die Strecke mit 250 km/h befahren werden, zwischen Leipzig Messe und Leipzig Hbf (km 308,1) mit höchstens 160 km/h. Hierfür wurde die Trasse mit einem Mindestbogenradius von 4827 Metern bei einem Regel-Mindestwert von 6300 Metern geplant. Die Gradiente der Neubaustrecke weist Längsneigungen von maximal 12,5 ‰ auf.
Mit Stand 1995 war eine Planumsbreite je nach Gleiskrümmung zwischen 13,3 und 13,7 Metern sowie ein Gleismittenabstand von 4,70 Metern geplant. Letzterer wurde später auf 4,50 Meter reduziert. Neigungswechsel wurden mit wenigstens 22.500 Metern ausgerundet, in der Regel mit 25.000 Metern.

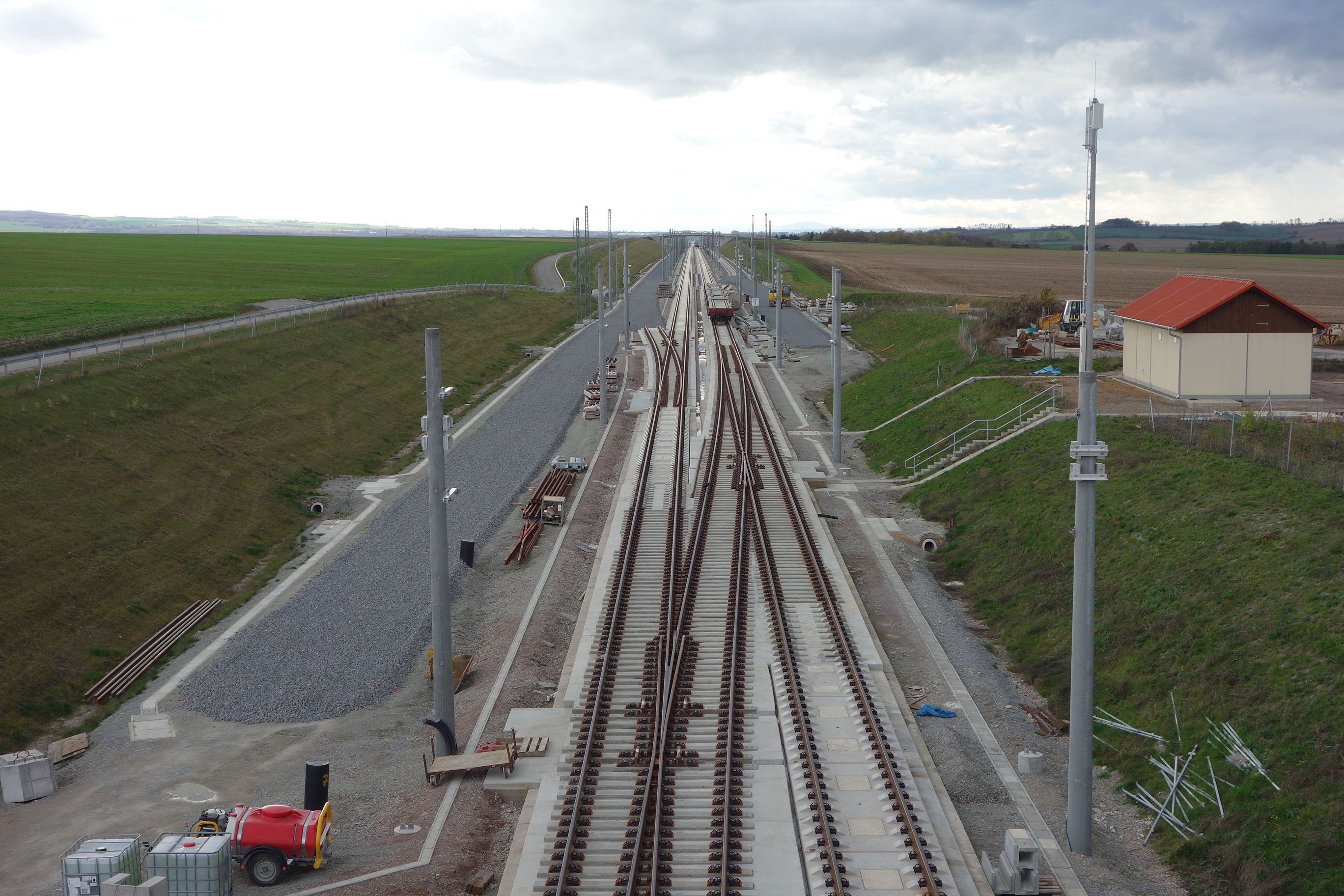
Überholbahnhof Großbrembach mit Fester Fahrbahn und Schottergleisen (Bauzustand im Oktober 2013)

Nach dem Planungsstand von 1995 waren Überholbahnhöfe im Abstand von etwa zwanzig Kilometern sowie Überleitstellen im Abstand von etwa sieben Kilometern vorgesehen. Während die vier geplanten Überholbahnhöfe realisiert wurden, konnte auf die geplanten Überleitstellen verzichtet werden. Für die durchgehenden Hauptgleise kommt eine Feste Fahrbahn zum Einsatz. Die Überleitverbindungen in den Überholbahnhöfen Großbrembach, Jüdendorf und Dörstewitz sind für 130 km/h ausgelegt, die Abzweiggeschwindigkeit in die Überholgleise beträgt 100 km/h. Wegen der beengten Verhältnisse zwischen Finne- und Bibratunnel beträgt die Überleitgeschwindigkeit im Bahnhof Saubachtal nur 100 km/h.
Die Abstände der Überholbahnhöfe wurden in einer betriebswissenschaftlichen Studie ermittelt und wurden laut Bahnangaben entsprechend dem vorgesehenen Betriebsprogramm bemessen.
Die Höhe der Dämme ist auf 15 Meter begrenzt, die Tiefe der Einschnitte auf 20 Meter (nach DB Richtlinie 836). Wo diese Werte nicht eingehalten werden können, wurden Brücken und Tunnel vorgesehen. Insgesamt wurden im Zuge des Projekts 35 Eisenbahn- und 39 Straßenüberführungen errichtet. Eine Besonderheit ist die Konzeption von vier Großbrücken als semi-integrale Brücken. Pfeiler und Überbau sind dabei monolithisch verbunden, im Unterschied zur integralen Brücke jedoch Fugen im Überbau vorhanden.
Die drei Tunnel messen insgesamt 15,4 Kilometer. Sie wurden aufgrund der geologischen Verhältnisse, des geplanten Mischverkehrs und wegen Sicherheitsaspekten mit jeweils zwei eingleisigen Röhren bei einem Gleismittenabstand von etwa 25 m ausgeführt. Dazwischen wurden Verbindungsstollen als Rettungswege angelegt, die einen Abstand von höchstens 500 m haben. Wo erforderlich wurden darüber hinaus in den Portalbereichen bauliche Maßnahmen gegen den Tunnelknall ergriffen.
Die sechs Talbrücken weisen eine Gesamtlänge von 14,4 Kilometer auf. Ursprünglich sollten sie 11,3 Kilometer lang werden. 1994 waren noch fünf Großbrücken mit rund zehn Kilometer Gesamtlänge geplant gewesen.

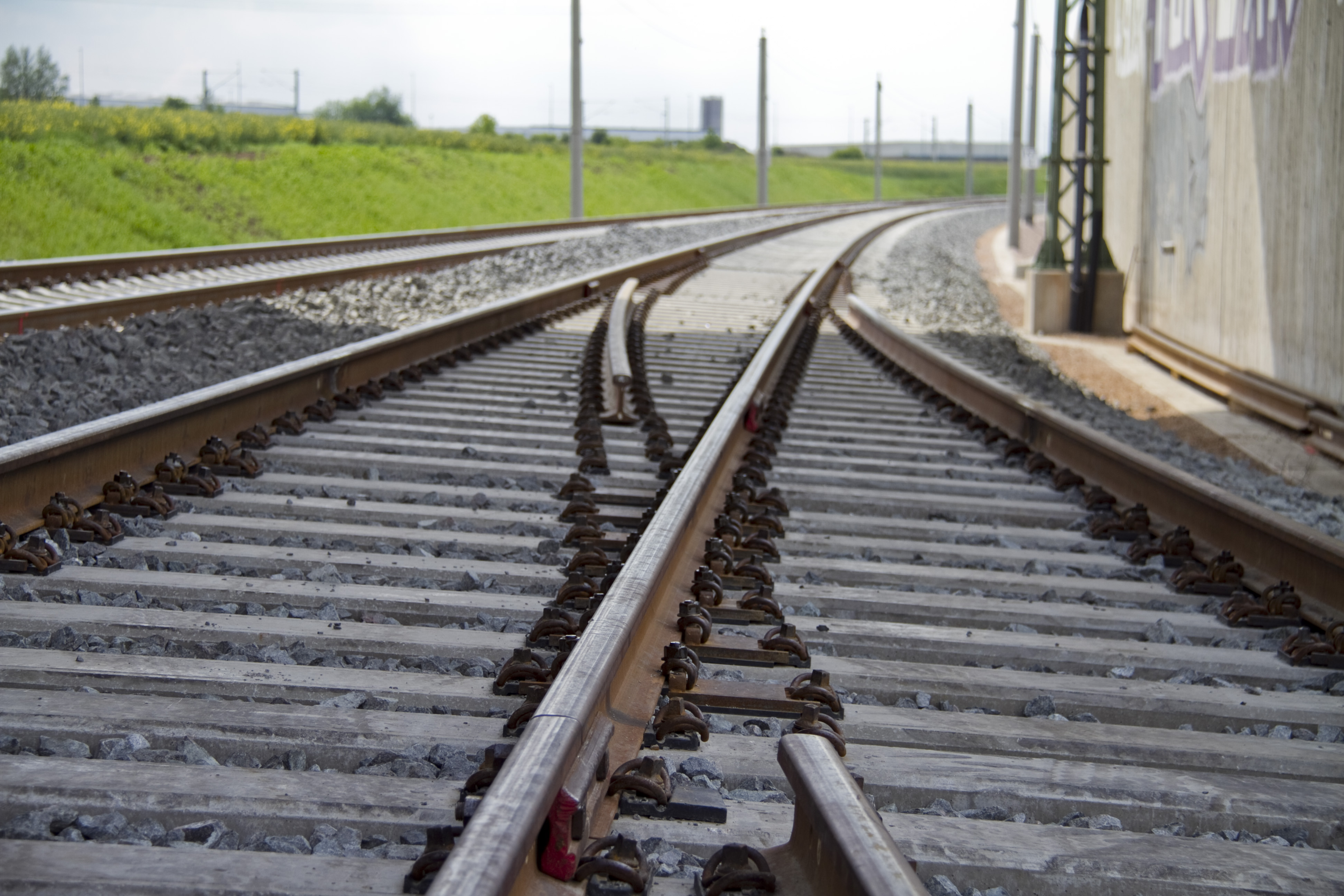
Eine Besonderheit für eine deutsche Schnellfahrstrecke ist die zungen- und herzstücklose Anbindung des Umspannwerks Erfurt-Vieselbach in einem mit 200 km/h befahrbaren Gleis.

Die Strecke unterliegt als Teil des transeuropäischen Hochgeschwindigkeitsnetzes der TSI.
Sie wird vollständig über elektronische Stellwerke (ESTW) aus der Betriebszentrale Leipzig heraus ferngesteuert. Hierzu wurden für die Strecke außerhalb der Knoten Erfurt/Halle/Leipzig eine Unterzentrale (ESTW-UZ) Erfurt 2 NBS sowie vier Außenstellen (ESTW-A) in den Überholbahnhöfen neu errichtet.
Die Strecke ist zwischen Erfurt Hauptbahnhof und Leipzig Messe mit dem European Train Control System (ETCS) ausgerüstet. Dabei kommt erstmals in Deutschland ETCS Level 2 ohne ortsfeste Signale (L2oS) und ohne signaltechnische Rückfallebene zum Einsatz. Dafür wurden 1352 Festdatenbalisen mit einer speziellen Befestigung zum Schutz gegen Schlageinwirkungen installiert. Die vier ETCS-Streckenzentralen (Radio Block Centre)
- Erfurt Knoten: Erfurt Pbf/Hbf(inkl.) – Erfurt-Linderbach(inkl.)
- Erfurt NBS: Erfurt-Linderbach(exkl.) – Gröbers(exkl.)
- Halle Hbf West: Halle-Ammendorf(inkl.) – Halle (Saale) Hbf(exkl.)
- Neuwiederitzsch: Gröbers(inkl.) – Leipzig-Messe(exkl.)[64]

sind als Zwei-von-Drei-Rechner-Systeme ausgeführt.
Für gestörte GSM-R-Basisstationen wurde ein Verfahren entwickelt, mit dem diese Versorgungsbereiche mit einer über diesen Bereich hinweg führenden Fahrterlaubnis durchfahren werden können. Die notwendige Streckenausrüstung ist installiert, aber eine sicherungstechnische Zulassung hierfür konnte nicht erlangt werden. Stattdessen werden nachfolgende Strecken mit einer noch stärker überlappenden Funkversorgung geplant. Bei einem ETCS-Ausfall sollen die Züge in der ETCS-Betriebsart Staff Responsible mit 40 km/h bis zur nächsten ETCS-Halttafel weiterfahren. Für die Bedienung der elektronischen Stellwerke und der ETCS-Streckenzentralen wurde eine integrierte Bedienoberfläche entwickelt.
Die Strecke ging zunächst mit SRS 2.3.0d (mit zusätzlichen Änderungen) in Betrieb und soll später – zunächst war Ende 2017 geplant – zur Baseline 3 mit voller Funktionalität hochgerüstet werden. Daher dürfen bislang nur streckenspezifisch zugelassene Fahrzeuge (wie z. B. ICE 1, ICE 3, ICE 4 und ICE T) sowie einige Bahndienstfahrzeuge auf dieser Strecke verkehren. Die Hochrüstung wurde verschoben, bis die Inbetriebnahme des Digitalen Knotens Stuttgart erfolgt ist, stattdessen erfolgten zunächst Weiterentwicklungen auf der Grundlage der Baseline 2. Eine ETCS-Vollausrüstung der Knoten Erfurt, Halle und Leipzig wurde geprüft, und letztlich der Knoten Erfurt teilweise mit ETCS ausgerüstet.
15 GSM-R-Basisstationen wurden entlang der Strecke im Abstand von sechs bis acht Kilometern neu aufgebaut und bestehende Basisstationen angepasst. Daneben wurden Funkfeldverstärker errichtet. Die Verfügbarkeit des GSM-R-Systems sei nach zwei Jahren Betrieb höher als erwartet.

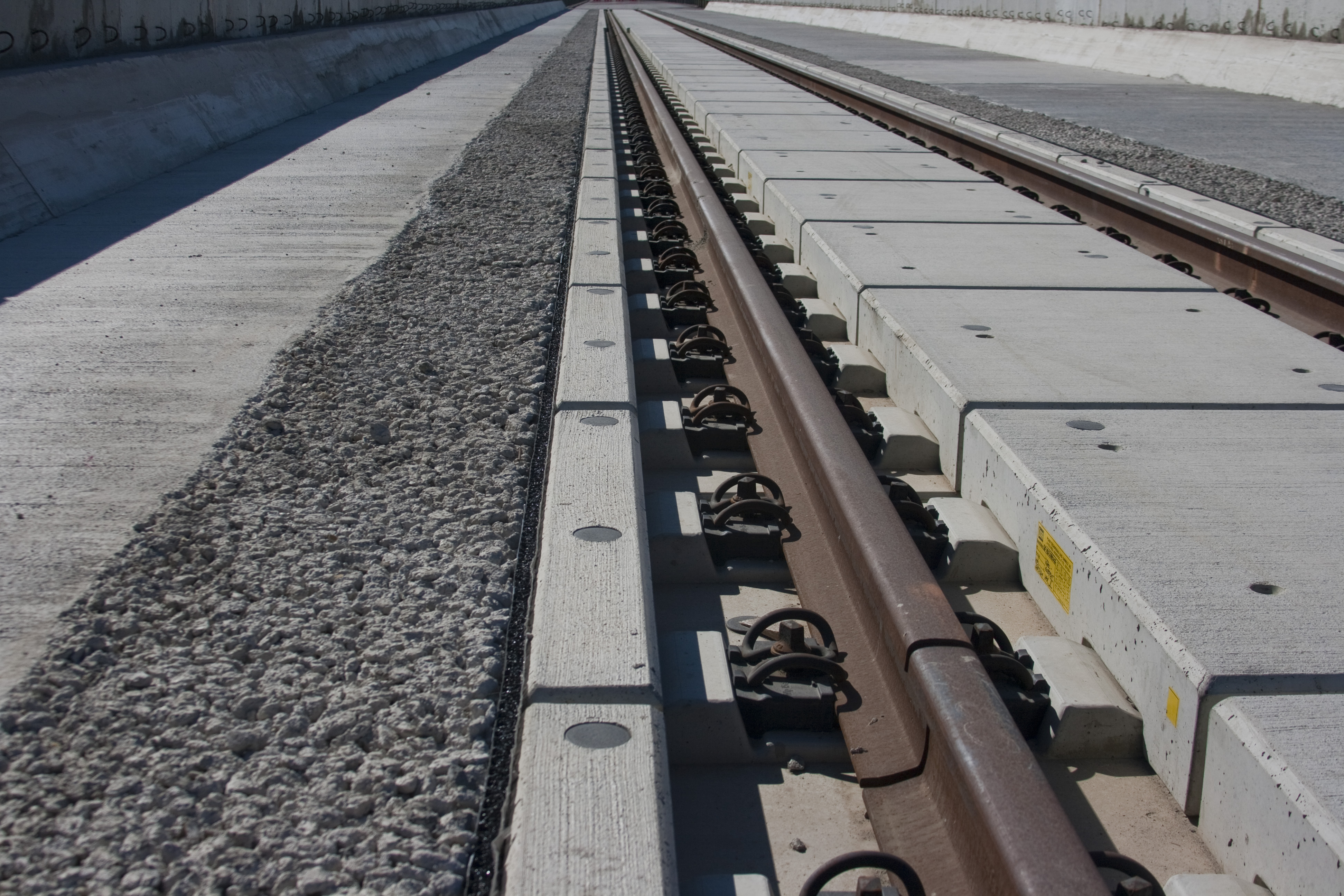
Versuchsstrecke Feste Fahrbahn für Rettungsfahrzeuge

Die Neubaustrecke ist in Fester Fahrbahn ausgeführt, wobei die Überholgleise und die Einbindungen in das bestehende Netz in konventionellem Schotteroberbau errichtet wurden. Für die Feste Fahrbahn wurden insgesamt 34 000 Gleistragplatten verlegt. In den Tunneln und auf der Saale-Elster-Talbrücke ist diese für Rettungsfahrzeuge befahrbar gestaltet. Auf einer speziell errichteten Versuchsstrecke wurden hierzu verschiedene Bauformen erprobt.
Für die Bahnenergieversorgung entstanden drei neue Unterwerke bei Bachstedt (51° 03′ 18,0″ N, 011° 11′ 32,0″ O), im Bereich des Saubachtals (51° 12′ 20,0″ N, 011° 32′ 33,0″ O) und bei Dörstewitz (51° 23′ 35,0″ N, 011° 54′ 16,0″ O). Weiterhin wurden Bahnstromleitungen mit einer Länge von 93 Kilometern (nach anderer Quelle 85 km) errichtet. Ursprünglich waren vier Unterwerke und 85 Kilometer Bahnstromleitung geplant. Das Unterwerk Weimar wurde erweitert.
Zwischen Anfang 2011 und Ende September 2014 wurde die Neubaustrecke mit einer Oberleitungsanlage vom Typ Re 330 ausgerüstet. Hierfür waren rund 3000 Oberleitungsmasten erforderlich. Im 2003 fertiggestellten Teilstück zwischen Leipzig Messe und Gröbers kam die Bauart SICAT 1.0 zur Anwendung. Die Oberstrombegrenzung liegt zwischen Leipzig Hauptbahnhof und Messe bei 600 A, im weiteren Verlauf bis Gröbers bei 780 A, anschließend bis Erfurt-Linderbach 1500 A sowie 900 A im Knoten Erfurt.

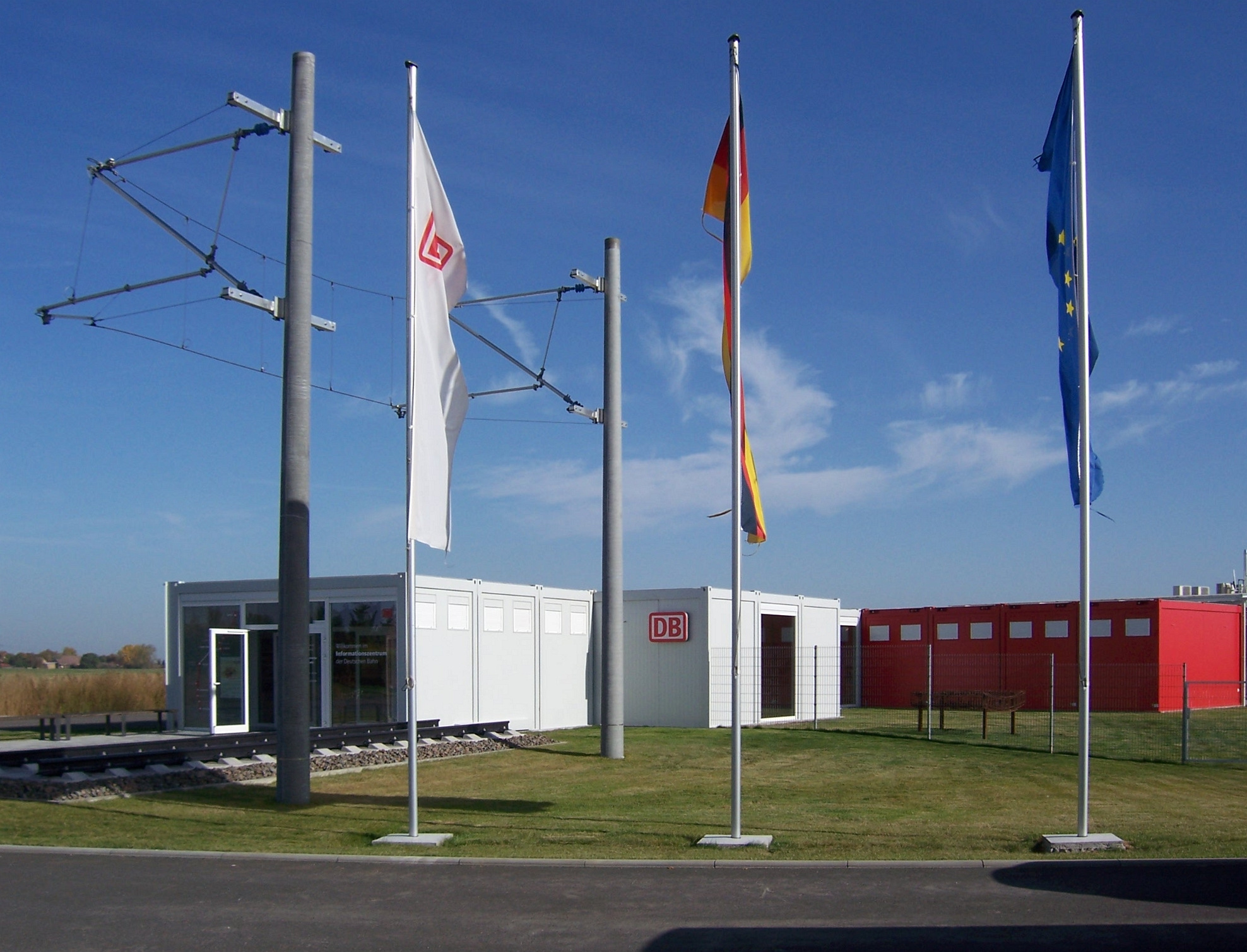
Informationszentrum bei Kalzendorf

Am Westportal des Finnetunnels bei Herrengosserstedt befand sich während der Bauzeit ein Informationszentrum zur Neubaustrecke. Dieses schloss nach Fertigstellung des Rohbaus am 4. Dezember 2011 und zog im Frühjahr 2012 zum Baustützpunkt am Ostportal des Osterbergtunnels bei Kalzendorf im Saalekreis um. Dort wurde es mit erweitertem Inhalt am 19. Juni 2012 eröffnet. Gezeigt werden u. a. eine virtuelle Streckenfahrt aus Sicht eines künftigen Lokführers, archäologische Funde sowie ein Abschnitt der Festen Fahrbahn und der zu installierenden Oberleitung. Das Informationszentrum wurde am 13. November 2016 geschlossen.
Weitere nach Anmeldung zugängliche Informationspunkte befanden sich in Karsdorf/Wennungen am Ostportal des Bibratunnels, in Wetzendorf/Karsdorf im Bürgerhaus sowie in Halle-Ammendorf.
Die Neubaustrecke Erfurt-Halle/Leipzig kann freizügig von allen Güter- und Personenzügen im Mischbetrieb befahren werden. Wegen der ausschließlichen Ausrüstung mit ETCS Level 2 ohne Signale sind jedoch für diese Strecke Triebfahrzeuge und Steuerwagen mit ETCS-Ausrüstung verpflichtend. Zwischen Großbrembach und Jüdendorf ist eine Ausrüstung der personenbefördernden Züge mit Notbremsüberbrückung erforderlich.

### Verbindungskurve Abzw Planena–Halle-Ammendorf

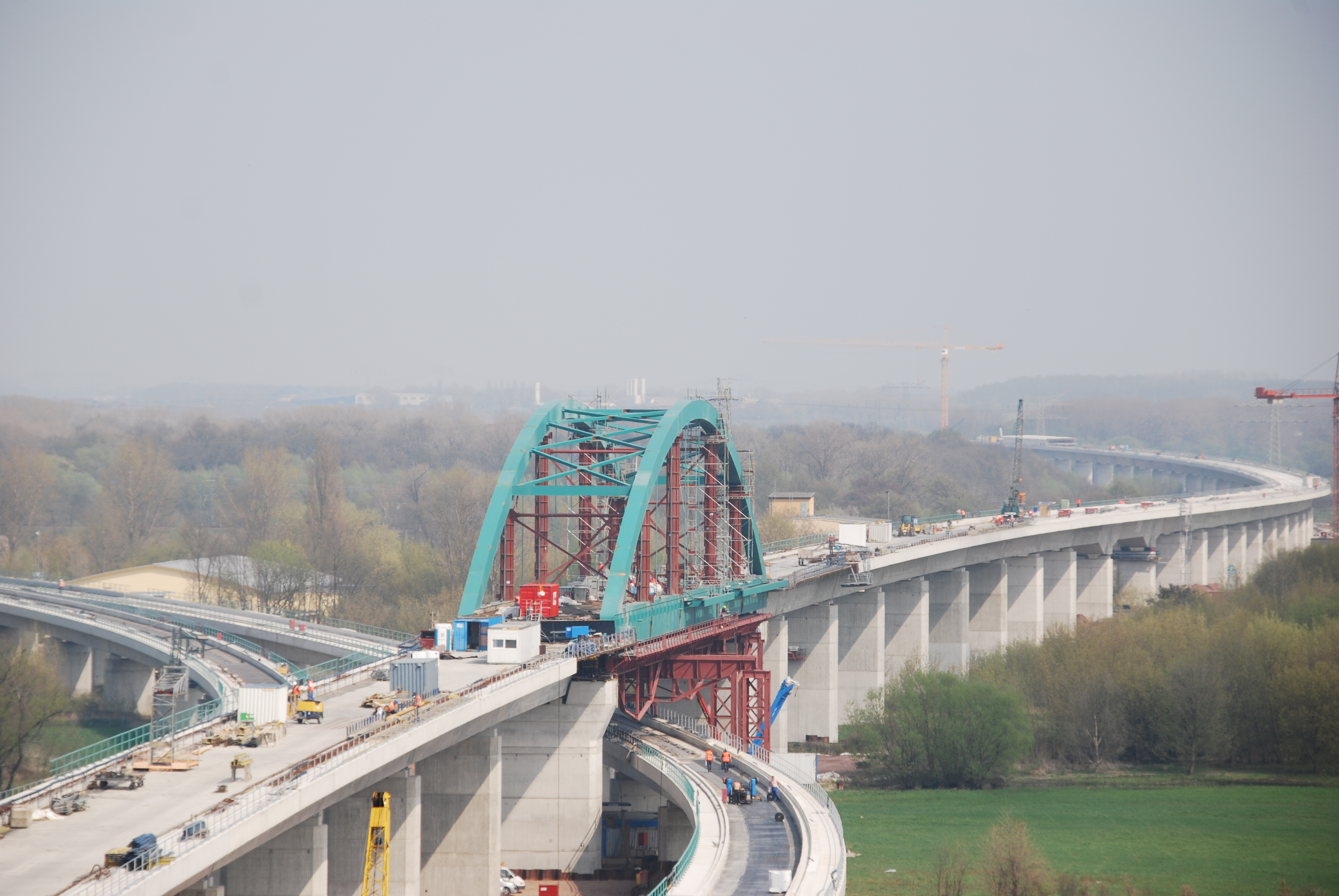
Verzweigung der Strecken nach Halle (unten) und Leipzig (oben) auf der Saale-Elster-Talbrücke

Eine weitere Besonderheit der Saale-Elster-Talbrücke ist die niveaufreie Ausfädelung der Anbindung von Halle (Saale) über einen 2112 Meter langen Brückenabzweig, die im Bereich der Ausfädelung (Richtungsgleis Halle) die Hauptbrücke unterquert. Der Abzweig mündet bei Halle-Ammendorf in die bestehende Bahnstrecke Halle–Bebra. Über die insgesamt 8,9 Kilometer lange Verbindung ist der Hauptbahnhof Halle an die Neubaustrecke angeschlossen. Die Entwurfsgeschwindigkeit beträgt auf dem Streckenast nach Halle 160 km/h.

### Neubaustrecke Gröbers–Leipzig
Die Neubaustrecke in Richtung Leipzig passt sich im weiteren Verlauf ohne größere Ingenieurbauwerke dem Gelände an. Bei Gröbers überquert sie niveaufrei die Gleise der S-Bahn Halle–Leipzig und der Bahnstrecke Magdeburg–Leipzig, im Knoten Gröbers gibt es Verbindungen zwischen diesen Strecken. Vor Erreichen des Bahnhofs Flughafen Leipzig/Halle, der über zwei Außenbahnsteige verfügt, wird die Bundesautobahn 9 nahe dem Schkeuditzer Kreuz auf einer Brücke überquert. Die Strecke folgt für knapp 13 Kilometer (Streckenkilometer 290 bis 303) gebündelt der nördlich verlaufenden Bundesautobahn 14, bevor die Trasse vor Erreichen des Bahnhofes Leipzig Messe von der A 14 abschwenkt. Nach weiteren sechs Kilometern Ausbaustrecke endet die Strecke in Leipzig Hbf. Dieser letzte Streckenabschnitt gehörte vor der Einbindung der Schnellfahrstrecke zur Strecke Trebnitz–Leipzig (6411).

## Geschichte
Eine Bahnmagistrale zwischen Berlin und München war bereits im 1833 von Friedrich List vorgeschlagenen deutschen Eisenbahnnetz enthalten. 1851 war nach Fertigstellung der Strecke der Sächsisch-Bayerischen Eisenbahn-Compagnie zwischen Leipzig und Hof erstmals eine durchgängige Verbindung zwischen Berlin und München entstanden. Diese ging nicht auf eine einheitliche Verkehrsplanung zurück, sondern war eine Folge der Netzentwicklung ab 1840 und entwickelte sich im Wesentlichen aus regionalen Interessen. Im Zuge der Wiedervereinigung plante die Deutsche Bundesbahn zunächst Neubaustrecken Lichtenfels–Erfurt und Erfurt–Großkorbetha–Leipzig. Der erste Planfeststellungsbeschluss für die heutige Streckenführung wurde am 6. Dezember 1994 erlassen.:S. 30 Mit der symbolischen Grundsteinlegung für eine Brücke der Landesstraße Rudisleben–Kirchheim über den zukünftigen Überholbahnhof Eischleben begannen am 16. April 1996 die Bauarbeiten an der Neu- und Ausbaustrecke. Im August 2012 konnte mit dem Durchschlag des Tunnels Höhnberg der 25. und letzte Tunneldurchschlag der Gesamtstrecke gefeiert werden.

### Inbetriebnahme Gröbers–Leipzig 2003
Der Teilabschnitt Gröbers–Leipzig ging bereits 2003 als erster Teil in Betrieb. Er wurde zwischen 2003 und 2015 von den stündlich verkehrenden Intercity-Zügen Leipzig – Halle (Saale) – Magdeburg – Hannover sowie von der neuen S-Bahn-Linie im Abschnitt Leipzig Hbf – Flughafen Leipzig/Halle – Halle (Saale) Hbf genutzt. Zu dieser Zeit war diese Teilstrecke lediglich mit PZB/Indusi ausgerüstet und die Höchstgeschwindigkeit auf 160 km/h begrenzt. Seit Inbetriebnahme des ETCS im Jahr 2015 kann dieser Abschnitt mit bis zu 250 km/h Höchstgeschwindigkeit zwischen Leipzig Messe und Gröbers befahren werden.

### Inbetriebnahme Erfurt–Gröbers 2015
Als zweiter Teilabschnitt ging die Neubaustrecke zwischen Erfurt und Gröbers zum Fahrplanwechsel am 13. Dezember 2015 in Betrieb. Für den Planbetrieb kamen zunächst ICE T zum Einsatz, welche eine Höchstgeschwindigkeit von 230 km/h erreichen. Unter anderem zu diesem Zweck wurden diese Züge mit ETCS ausgerüstet, weitere ICE-Baureihen folgten. Unter anderem für den Betrieb auf der Neubaustrecke Ebensfeld–Erfurt–Leipzig/Halle erhielten auch ICE-1-Züge ETCS.

### Inbetriebnahme Ebensfeld–Erfurt 2017

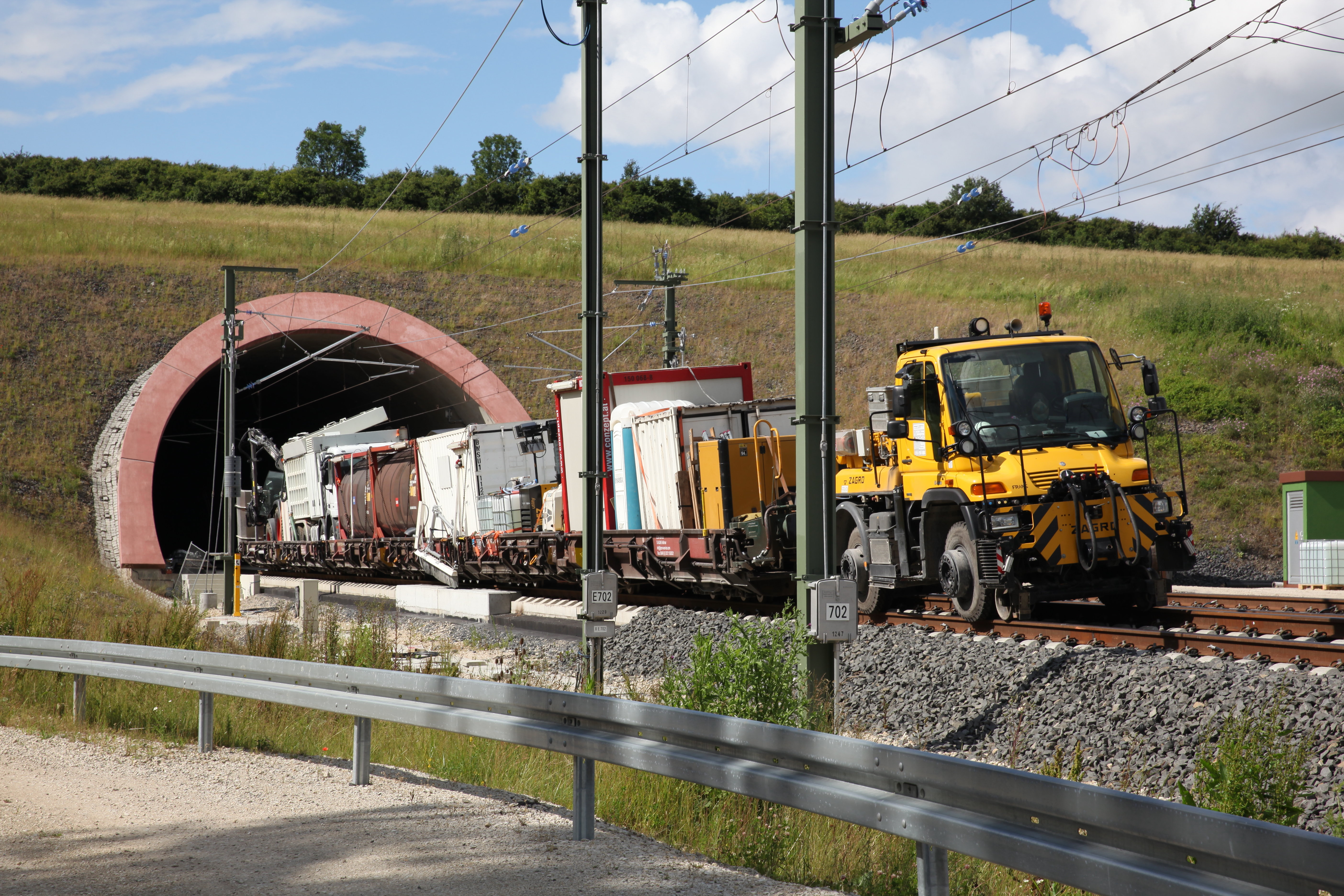
Tunnelreinigungszug vor dem Tunnel Eierberge, Juni 2016

Die Bauarbeiten zwischen Ebensfeld und Erfurt waren Mitte Oktober 2016 soweit abgeschlossen, dass die Hochtastmessfahrten beginnen konnten. Die Leit- und Sicherungstechnik der Strecke wurde bis März 2017 eingebaut; anschließend erfolgten die Abnahmen bis Ende August. Im Februar 2016 erfolgten auf Teilabschnitten der Neubaustrecke erste Funkmessfahrten mit einer Höchstgeschwindigkeit von 20 km/h. Im Mai 2016 fanden erste Erprobungsfahrten statt. Ende August 2016 erfolgte die dauerhafte Inbetriebnahme der Fahrleitung. Am 9. September 2016 wurde der symbolische Lückenschluss gefeiert. Am 17. Oktober 2016 begannen die Hochtastfahrten. Zunächst waren 160 km/h vorgesehen, die Geschwindigkeit wurde danach in 20-km/h-Schritten auf letztlich 330 km/h gesteigert. Die anschließende Datenauswertung nahm mehrere Monate in Anspruch. Nach der Bereitstellung der Leit- und Sicherungstechnik ab April 2017 erfolgten die weiteren Betriebserprobungen, Abnahmen und Zulassungen inklusive ETCS-Testfahrten bis Ende August. Als erster Versuchszug befuhr am 16. Mai 2017 gegen 16 Uhr ein mit Messtechnik und -Beleuchtung umgerüsteter Dieseltriebwagen Itino der Erfurter Bahn die Gesamtstrecke für Videoaufnahmen für die Streckenkunde der Lokführer. Es erfolgten die Zulassungsfahrten für insgesamt neun Baureihen der Deutschen Bahn.
Seit der Inbetriebnahme des Zugbeeinflussungssystems ETCS im August werden alle Fahrten auf der Strecke aus den Betriebszentralen Leipzig und München gesteuert. Gleichzeitig begann ein Erprobungsprogramm mit Szenarien für Fahrdienstleiter, Lokführer und Instandhalter. Bei diesem Betrieb ohne Fahrgäste wurden auch die Triebfahrzeugführer auf der Strecke ausgebildet. Ende September 2017 sollten die Streckenkundefahrten abgeschlossen werden.
Ab März 2017 waren zehn Übungen für Rettungskräfte geplant. Im März 2017 fand eine große Übung im Tunnel Reitersberg statt. Die Notfallübungen an Brücken und Tunneln wurden bis November fortgesetzt.
Am 16. Juni 2017 fand in Anwesenheit von Bahnchef Richard Lutz mit dem ICE Wittenberge die offizielle Premierenfahrt statt. Am 30. August erfolgte eine weitere Präsentationsfahrt zwischen Erfurt und Bamberg mit Bundesverkehrsminister Dobrindt und dem DB-Vorstand Huber in einem modernisierten ICE 3.
Ab 22. August 2017 lief der Probebetrieb unter ETCS-Sicherheitsverantwortung.
Im November 2017 wurden die Hauptbahnhöfe von Leipzig, Halle und Erfurt sowie die bereits in Betrieb befindliche Neubaustrecke Erfurt–Halle/Leipzig für Maßnahmen zur Inbetriebnahme nochmals komplett gesperrt.

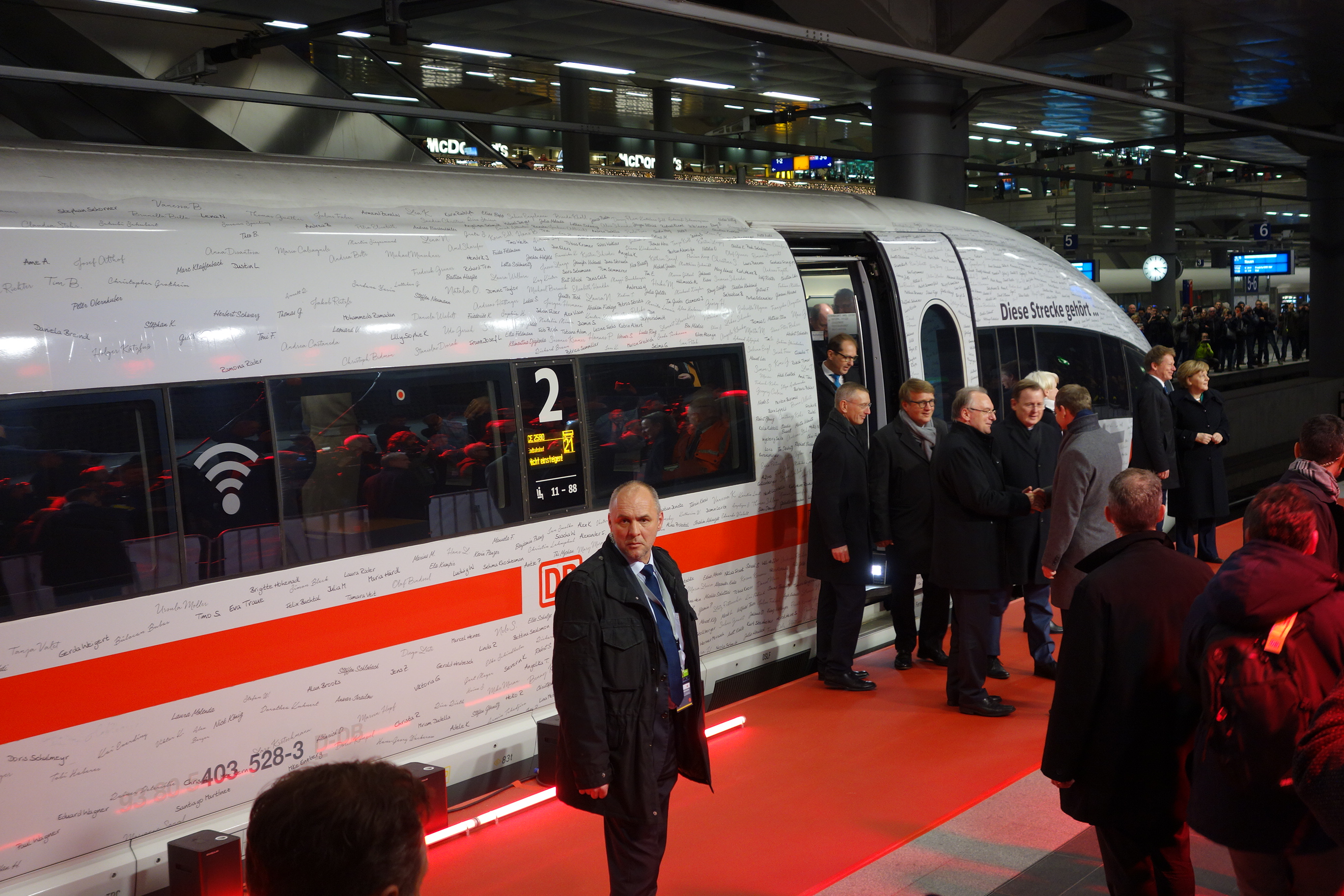
Ankunft des Eröffnungszugs am 8. Dezember 2017 mit Politik-Vertretern in Berlin Hbf

Am 8. Dezember 2017 erteilte das Eisenbahn-Bundesamt die Inbetriebnahmegenehmigung für die Neubaustrecke. Am gleichen Tag erfolgte die feierliche Inbetriebnahme. Hierzu verkehrten zwei Sonderzüge über der Neubaustrecke und erreichten gemeinsam den Berliner Hauptbahnhof, an Bord waren u. a. Bundeskanzlerin Angela Merkel und Bahnchef Richard Lutz. Neben der Festveranstaltung in Berlin fanden regionale Eröffnungsfeierlichkeiten in Nürnberg, Erfurt, Leipzig und Lutherstadt Wittenberg statt.
Seit dem Fahrplanwechsel im Dezember 2017 verkehren täglich 35 ICE-Züge über die Neubaustrecke. An Werktagen werden zwischen Berlin und München täglich bis zu 10 000 zusätzliche Sitzplätze angeboten, insbesondere durch den Einsatz längerer Züge; der Marktanteil der Bahn soll sich auf dieser Relation auf 40 Prozent verdoppeln. Insgesamt 17 Millionen Menschen sollen von kürzeren Reisezeiten und neuen Direktverbindungen profitieren.

## Betrieb und Verkehr

### Ursprüngliche Betriebskonzepte
Nach dem Planungsstand von Januar 1993 sollten im Jahr 2005 im ICE-Verkehr je Stunde und Richtung zweieinhalb Züge verkehren. Dabei waren drei ICE-Linien (Frankfurt am Main–Leipzig–Dresden, München–Leipzig–Berlin und Frankfurt am Main–Halle–Berlin) vorgesehen. Im Hauptbahnhof Erfurt sollte dabei ein Umstieg zwischen diesen Linien ermöglicht werden. Darüber hinaus sollten Intercity- und Interregio-Züge über die Strecke fahren. Die geplanten Kosten für die (zwischen Erfurt und Leipzig) 123 Kilometer lange Trasse betrugen 4,4 Milliarden DM. Zwischen Frankfurt am Main und Dresden soll (Stand: 1995) eine Reisezeit von dreieinhalb Stunden erreicht werden. Anfang 1993 wurde mit etwa 150 Reise- und etwa 100 Güterzügen pro Tag gerechnet. Die Verkehrsprognose zum Bundesverkehrswegeplan 1992 sah dabei auf der Neubaustrecke 56 Personenfern- und 95 Güterzüge pro Tag und Richtung für das Jahr 2010 vor. Mitte 1994 rechnete die Deutsche Bahn mit 48 Personenfern- und 60 Güterzügen pro Tag. Die Entmischung von schnellem und langsamem Verkehr (Netz 21) war darin noch nicht berücksichtigt. Für das Jahr 2000 wurden Mitte der 1990er Jahre auf der Neubaustrecke 24 IC/ICE-Züge pro Tag und Richtung zwischen Berlin, Leipzig und Erfurt erwartet (16 davon weiter von/bis Nürnberg) sowie 16 IC/ICE-Züge pro Tag und Richtung der Linie Frankfurt am Main–Erfurt–Leipzig–Dresden. Auf der Bestandsstrecke sollten drei Interregio-Linien mit insgesamt 21 Zügen pro Tag und Richtung angeboten werden. Verkehrsprognosen erwarteten um 1994, für das Jahr 2000, darüber hinaus 40 in bzw. 43 Güterzüge aus Richtung Leipzig/Halle. Andere Verkehrsprognosen erwarteten um 1995 zwischen Erfurt und dem Abzweig Planena 289 Züge pro Tag (Personen- und Güterzüge als Summe beider Richtungen). Davon sollten 141 von und nach Richtung Halle sowie 148 von und nach Richtung Leipzig fahren. Die Belastung des Bestandsnetzes sollte dabei etwa gleich bleiben.
Zwischen Nürnberg und Erfurt war eine Verkürzung der Reisezeit von drei Stunden (2014) auf rund eine Stunde vorgesehen. Die Reisezeiten zwischen Berlin/Leipzig/Dresden und Nürnberg/München sollten im gleichen Zeitraum um etwa anderthalb bis zwei Stunden verkürzt werden.
Mit Inbetriebnahme der Neubaustrecke sollte im Hauptbahnhof Erfurt ein Knoten des Integralen Taktfahrplans eingerichtet werden. Die Fernzüge sollten stündlich zwischen den Minuten 24 und 36 ankommen bzw. abfahren, die Regionalzüge zwischen den Minuten 16 und 44.

### Personenfernverkehr
| Relation                                           | Weg mit VDE 8.2 | Reisezeit 2016 | Reisege- schwindigkeit | Weg ohne VDE 8.2 | Reisezeit 2015 | Reisezeit- ersparnis | kürzeste Reisezeit1 | Reisezeit- ersparnis |
| -------------------------------------------------- | --------------- | -------------- | ---------------------- | ---------------- | -------------- | -------------------- | ------------------- | -------------------- |
| Leipzig – Erfurt                                   | 121 km          | 0:43 h         | 165 km/h               | 117 km           | 1:12 h         | 29 min               | 1:01 h2006          | 18 min               |
| Dresden – Leipzig – Erfurt                         | 241 km          | 1:57 h         | 124 km/h               | 237 km           | 2:57 h         | 60 min               | 2:14 h2003          | 17 min               |
| Dresden – Leipzig – Erfurt – Frankfurt (Main)      | 507 km          | 4:18 h         | 118 km/h               | 504 km           | 5:17 h 3       | 59 min               | 4:24 h2001          | 6 min                |
| Halle (Saale) – Erfurt                             | 92 km           | 0:34 h         | 163 km/h               | 109 km           | 1:17 h         | 43 min               | 1:03 h2005          | 29 min               |
| Berlin – Halle (Saale) – Erfurt                    | 256 km          | 1:47 h3        | 144 km/h3              | 273 km           | 2:37 h         | 50 min               | 2:19 h2006          | 32 min               |
| Berlin – Halle (Saale) – Erfurt – Frankfurt (Main) | 523 km          | 3:53 h         | 135 km/h               | 539 km           | 4:57 h 2,3     | 64 min               | 4:44 h2007,2        | 51 min               |

1 = Hochgestellte Zahl verweist auf das entsprechende Fahrplanjahr
2 = nur Einzelzüge
3 = Züge von und nach Bahnhof Frankfurt (Main) Süd
Hinweis zu den Fahrzeiten zwischen 2001 und 2015: Die ICE T konnten bis 2008 mit Neigetechnik eine Reihe von Bestandsstreckenabschnitten schneller als konventionelle Züge befahren. Seit 2008 ist die Neigetechnik aufgrund von technischen Problemen der Züge abgeschaltet.
Der planmäßige Betrieb der Neubaustrecke zwischen Erfurt und Halle/Leipzig wurde am 13. Dezember 2015 aufgenommen. Dadurch verkürzten sich die Reisezeiten im ersten Betriebsjahr zwischen Erfurt und Leipzig von 70 auf 43 Minuten sowie zwischen Erfurt und Halle von 75 auf 34 Minuten. Im Fahrplanjahr 2024 beträgt die kürzeste Reisezeit zwischen Erfurt und Halle 27 Minuten sowie zwischen Erfurt und Leipzig 41 Minuten. Seit der Inbetriebnahme werden die bisherigen Fernverkehrshalte Weimar und Naumburg im Ost-West-Verkehr nicht mehr durch ICE-Züge bedient, es verkehren jedoch einzelne IC-Züge und Nachtzüge. 2016, nach 100 Tagen Betrieb, zog die Deutsche Bahn für den Teilabschnitt Erfurt–Halle/Leipzig eine positive Bilanz. Die Zahl der Fahrgäste sei in den ersten zwei Betriebsmonaten um 35 Prozent gestiegen, insgesamt seien 750.000 Reisende auf der Neubaustrecke gezählt worden. Laut Befragungen seien viele Pendler vom eigenen Auto auf die Bahn umgestiegen. Bis Oktober 2016 wurden 4,25 Millionen Fahrgäste über die Strecke befördert. Die Nachfrage zwischen Leipzig und Erfurt sei dabei um 33 Prozent, die zwischen Erfurt und Berlin um 40 Prozent gestiegen. Bis Mitte Dezember 2016 waren rund 17.300 Züge über die Strecke gefahren. Es habe dabei, mit Ausnahme einer ICE-Evakuierung aufgrund von ungewöhnlichen Geräuschen, keine gravierenden Zwischenfälle gegeben. 2018 wurden auf der Neubaustrecke erfurt–Halle/Leipzig 3,3 Millionen Zugkilometer Fernverkehr gefahren, 0,8 Millionen Zugkilometer Regionalverkehr sowie rund 0,07 Millionen Zugkilometer Güterverkehr. Die Werte schließen die Neubaustrecke im Knoten Erfurt sowie den Abschnitt zwischen Gröbers und Leipzig mit ein. Trassenpreiserlösen von 29 Mio. Euro standen 2018 Aufwendungen von rund 6 Mio. Euro gegenüber.
Im Inbetriebnahmejahr 2018 verkehren folgende Linien des Personenfernverkehrs über den Streckenteil Erfurt–Bamberg:
- ICE 18 Hamburg–Berlin–Halle–Erfurt–Nürnberg–München (zweistündlich zur Stunde 1 mit ICE 1, ab 2019 ICE 4)
- ICE 28 Hamburg–Berlin–Leipzig–Erfurt–Nürnberg–München (zweistündlich zur Stunde 2 mit ICE T, ab 2019 ICE 4)
- ICE 29 Berlin–Halle–Erfurt–Nürnberg–München (Sprinter-Linie, drei Zugpaare pro Tag mit ICE 3)

Durch das Gesamtprojekt der Neu- und Ausbaustrecke sollte das Verkehrsaufkommen im Personenverkehr um jährlich etwa 3,1 Millionen Fahrten pro Jahr steigen, die Verkehrsleistung im Güterverkehr um 2,9 Milliarden Tonnenkilometer. Bis Oktober 2018, 10 Monate nach Inbetriebnahme des zweiten Teilabschnittes Erfurt–Bamberg, wurden mehr als vier Millionen Reisende auf der Strecke gezählt. Die Erwartungen der Deutschen Bahn seien damit deutlich übertroffen worden. Die Nachfrage nach Fahrkarten liege ähnlich hoch wie zwischen Frankfurt und Köln, einer der aufkommensstärksten Achsen in Deutschland. Zum Fahrplanwechsel im Dezember 2018 solle das Angebot von rund 20 000 Sitzplätzen an normalen Werktagen durch den Einsatz von ICE 4 nochmals um 25 Prozent ausgeweitet werden. Im Jahr 2018 fuhren insgesamt 4,9 Millionen Reisende im Fernverkehr über die Neubaustrecke. 2018 wurden auf der Neubaustrecke 1,6 Millionen Zugkilometer Fernverkehr gefahren, 0,2 Millionen Zugkilometer Regionalverkehr sowie rund 0,04 Millionen Zugkilometer Güterverkehr. Die Werte schließen u. a. die Neubaustrecke im Knoten Erfurt mit ein. Trassenpreiserlösen von 14 Mio. Euro standen 2018 Aufwendungen von rund 7 Mio. Euro gegenüber.
Ein halbes Jahr nach der Inbetriebnahme verzeichnete die Deutsche Bahn über zwei Millionen Fahrgäste auf der Schnellfahrstrecke zwischen Berlin und München, was mehr als einer Verdopplung im Vergleich zum Vorjahreszeitraum entspricht. Wegen des Erfolgs der Sprinter-Linie ICE 29 wurde das Zugangebot ab Dezember 2018 auf fünf Zugpaare pro Tag erhöht. Zum Fahrplanwechsel im Dezember 2019 wurde das Zugangebot um ein Zugpaar pro Tag (mittags) erhöht und damit, zusätzlich zu den fünf Sprinter-Zugpaaren, ein durchgehender Stundentakt über die Strecke angeboten. Ferner wurde freitagabends eine zusätzliche Spätverbindung ab Berlin eingeführt. Im September 2023 kündigte die DB schließlich an, ab Dezember 2023 mit 14 Zügen pro Tag ein nahezu stündliches Sprinter-Angebot zwischen Berlin und München anzubieten. Zwei Zugpaare sollen zwischen Nürnberg und Berlin ohne Halt fahren, mit einer Fahrzeit zwischen Berlin und München von dreidreiviertel Stunden.
Seit dem Fahrplanwechsel im Dezember 2019 wird die Linie FLX 10 (Berlin–Stuttgart) von Flixmobility zwischen Halle und Leipzig über die Neubaustrecke geführt. Daneben werden, neben den Sprinter-Zügen, ein durchgehender Stundentakt zwischen München und Berlin sowie zusätzliche Sprinter-Züge Berlin–Erfurt–Frankfurt am Main angeboten. Ein geplantes Flixtrain-Zugangebot zwischen Berlin und München über die Strecke wurde nicht umgesetzt. Der zunächst geplante Einsatz von Stadler-Dosto-Triebwagen der Westbahn kam aufgrund notwendiger spezieller ETCS-Zulassungen und geforderten Schwingungsnachweisen zu Brücken nicht zu Stande. Ein anschließend geplantes Lok-Wagen-Angebot konnte aufgrund fehlender Druckertüchtigung der Wagen und fehlender Zulassung für die Software des Tunnelbegegnungsverbotes ebenfalls nicht umgesetzt werden.
Mit der Inbetriebnahme aller Streckenabschnitte verloren Naumburg, Jena, Saalfeld und Lichtenfels ihre Fernverkehrs-Systemhalte. Jena ist nur noch mit einem ICE-Zugpaar pro Tag in Richtung Norden (Leipzig, Berlin, Hamburg) angebunden, zusätzlich verkehrt im Saaletal ein Intercity-Zugpaar (Leipzig–Karlsruhe) pro Tag. Im Süden verkehrt am Morgen ein ICE von Lichtenfels in Richtung München.

### Personennahverkehr
Im Nahverkehr wurde ein Regionalexpress-Verkehr der Linie Nürnberg–Coburg–Sonneberg über die Neubaustrecke eingerichtet. Vorgesehen waren nach der Ausschreibung des bestellenden SPNV-Aufgabenträgers BEG bis zu sieben Zugpaare pro Tag im Zweistunden-Takt bis Ende 2023. Im Fahrplanjahr 2018 verkehrten sogar täglich acht Zugpaare über die Neubaustrecke und verkürzten die Reisezeit zwischen Nürnberg und Sonneberg damit von 135 auf 105 Minuten. Die bestehende Linie (über Lichtenfels) wurde dafür vom Stunden- auf einen Zweistundentakt umgestellt.
Am 28. April 2020 wurde der Betrieb des Regionalverkehrs über die Strecke erneut an DB Regio vergeben. In dem von Dezember 2023 bis Dezember 2035 laufenden Verkehrsvertrag ist eine stündliche Linie zwischen Nürnberg, Bamberg und Coburg über die Schnellfahrstrecke mit Weiterführung nach Sonneberg bzw. Erfurt enthalten. Von und nach Erfurt sind dabei fünf Zugpaare pro Tag als Ergänzung zu den vier täglichen ICE-Zugpaaren über Coburg geplant. Vorgesehen sind dafür 190 km/h schnelle Desiro-HC-Triebzüge. Das Land Thüringen beteiligt sich mit 500 000 Euro pro Jahr am Betrieb dieser Linie und wolle Gespräche über die Einrichtung eines Haltes in Ilmenau führen. Im Februar 2023 wurde der vorige Verkehrsvertrag aufgrund von Fahrzeug-Lieferverzögerungen bis Juni 2024 verlängert.
Seit 9. Juni 2024 verkehren im Abschnitt zwischen Coburg und Erfurt täglich fünf Zugpaare der Regionalexpress-Linie 29. Bei Geschwindigkeiten von bis zu 190 km/h liegt die planmäßige Fahrzeit bei 36 Minuten. Zusammen mit ICE-Zügen soll damit ein Zwei-Stunden-Takt zwischen Coburg und Erfurt entstehen.
Der Folge-Verkehrsvertrag soll ab Dezember 2035 laufen.

### Güterverkehr
Die DB Netz AG als Betreiber der Strecke rechnete Anfang 2016 mit ersten Fahrten von Güterzügen im Gelegenheitsverkehr im gleichen Jahr. Für 2017 wurde damals noch ein Zuwachs erwartet, der durch die Gesamtinbetriebnahme von VDE 8 im Dezember 2017 nochmals weiter ansteigen sollte. Tatsächlich ist in den ersten drei Jahren kein einziger Güterzug über die Neubaustrecke gefahren, es gab in diesen Jahresfahrplan-Perioden (2016/2017/2018) auch keine Bestellungen (Trassenanmeldungen) für derartige Fahrten. Auch für das Jahr 2019 lagen keine Regeltrassen-Anmeldungen vor. Anfang 2021 lagen keine Trassenbestellungen für das laufende Jahr vor. Am 10. August 2022 fuhr erstmals ein Güterzug über die Strecke. Auf dem Weg von Espenhain nach Emleben umfuhr der Kesselwagenzug mehrere Baustellen sowie nicht besetzte Stellwerke im Bereich Weimar und Sangerhausen. Für planmäßigen Güterverkehr liegen nach Angaben der Deutschen Bahn bis Ende 2023 keine Anmeldungen vor.
Für das Jahr 2030 werden, im Abschnitt zwischen Erfurt und dem Abzweig Planena bei Halle, mehr als 90 Güterzüge pro Tag über die Neubaustrecke prognostiziert. Im Deutschlandtakt sind tagsüber pro zwei Stunden und Richtung fünf Güterzüge vorgesehen.
Zwischen Unterleiterbach und Erfurt dürfen keine Züge mit offenen, beladenen Autotransportwagen und keine Güterzüge verkehren, die mit Personen besetzte Reisezugwagen mitführen. Gefahrgutzüge sind hingegen nicht ausgeschlossen. Güterzüge benötigen Lokomotiven mit spezieller ETCS-Zulassung.
DB Cargo erwartete nach Angaben von 2016, ab 2020 über ausreichend mit ETCS ausgerüstete Triebfahrzeuge zu verfügen, um Güterverkehr auf der Neubaustrecke anbieten zu können. Sie besaß 2019 über 200 ETCS-fähige Lokomotiven. Eine ETCS-Nachrüstung von Bestandslokomotiven war nicht geplant. Eine Prognose erwartete maximal 20 Güterzugpaare pro Tag, bei einem viergleisigen Ausbau der Bestandsstrecke bis Erlangen sollen es 30 sein. Ab 2025 sollen täglich 60 Güterzüge über die Neubaustrecke und 140 über das Bestandsnetz (Saalbahn) fahren. Der Trassenpreis für einen Güterzug von Halle (Saale) nach Nürnberg beträgt 796,61 € über die Neubaustrecke und 881,41 € über das Bestandsnetz (Stand: Jahresfahrplan 2018). Nach dem alten, nicht mehr gültigen, Trassenpreissystem hätte das Verhältnis 2180 € (NBS) zu 985 € (Altstrecke) betragen (Stand: 2016). Der Weg über die Neubaustrecke ist dabei um 30 km kürzer und weniger steil (20 statt 27 Promille maximale Steigung). DB Netz hatte bis Anfang 2018 erfolglos versucht, verschiedene Güterverkehrsunternehmen zu überzeugen, Güterzüge über die Neubaustrecke zu fahren. Für den Jahresfahrplan 2018 wurden zwei Güterzugtrassen für einzeln fahrende Lokomotiven für die Neubaustrecke angemeldet und wieder storniert. Es wurden keine Trassen für Wagenzüge angemeldet. Für den Jahresfahrplan 2019 wurden erneut zwei Güterzug-Regeltrassen für einzeln fahrende Güterzuglokomotiven angemeldet. In den Jahren 2021 und 2022 wurden keine Fahrplantrassen für Güterzüge angemeldet. Am 13. Januar 2025 fuhr ein erster Lokzug über die Strecke testweise von Gröbers über Erfurt nach Bamberg, eine Woche später fuhr der erste kommerzielle Güterzug.
Für das Jahr 2030 werden mehr als 80 Güterzüge pro Tag über die Neubaustrecke prognostiziert. Im Deutschlandtakt sind tagsüber pro zwei Stunden und Richtung fünf Güterzüge über die Strecke vorgesehen.

### Ausblick
Der 2018 vorgelegte erste Gutachterentwurf für den Deutschland-Takt sah für 2030 eine kürzeste, regelmäßige, planmäßige Reisezeit zwischen Halle und Erfurt von 28 Minuten vor, zwischen Erfurt und Leipzig von 40 Minuten. In dem 2020 vorgelegten dritten Gutachterentwurf sind fünf Züge des Fernverkehrs pro Stunde und Richtung über die Strecke vorgesehen, darunter je zweieinhalb über Halle bzw. Leipzig. Die kürzesten Fahrzeiten liegen weiterhin bei 28 bzw. 40 Minuten, jeweils mit 300 km/h schnellen Zügen.
Im Jahresfahrplan 2025 sollen sechs zusätzliche, zwischen Berlin und Frankfurt am Main verkehrende, ICE-Sprinter-Züge über die Strecke geführt werden.
Aufgrund von Arbeiten an zwei Brücken sind die Strecken zwischen Erfurt, Leipzig und Halle vom 26. Juni bis voraussichtlich 12. Juli 2025 für den Schienenpersonenfernverkehr gesperrt. Während dieser Sperrung erreichte der ICE S am 28. Juni zwischen Erfurt und Leipzig eine Geschwindigkeit von 405,0 km/h. Dafür seien keine Anpassungen an der Infrastruktur erforderlich gewesen. Der bei der ICE-Weltrekordfahrt am 1. Mai 1988 aufgestellte Geschwindigkeitsrekord für Schienenfahrzeuge in Deutschland von 406,9 km/h wurde nicht übertroffen.

### Störungen und Unfälle
Bis 17. März 2016 fanden 5380 Zugfahrten ETCS-geführt statt. Davon seien 95 Prozent ohne ETCS-Störungen verlaufen. ETCS-Störungen seien unter anderem durch Fehlhandlungen von Mitarbeitern, Störungen des digitalen Zugfunks, fahrzeugbedingte Störungen und einen systembedingten Fehler bei der ETCS-Infrastruktur aufgetreten. Der Softwarefehler in den ETCS-Zentralen der Strecke sollte im Mai 2016 durch ein Softwareupdate behoben werden. Zur Installation einer neuen ETCS-Software-Version (SRS 2.3.0d in „Variante C“) wurde die Strecke vom 18. bis 27. November 2017 voll gesperrt.
Aufgrund von Schneefall wurde der Betrieb vom 8. bis 11. Februar 2021 eingestellt.

## Kritik

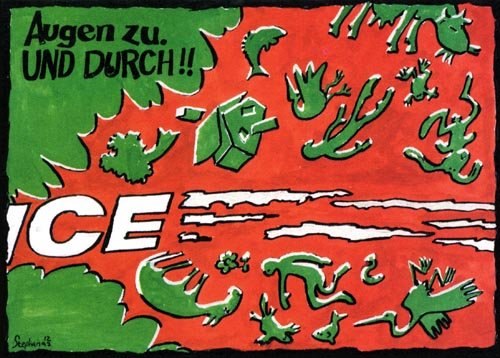
Postkarte der Bürgerinitiative Das bessere Bahnkonzept gegen die Neubaustrecke (1994)

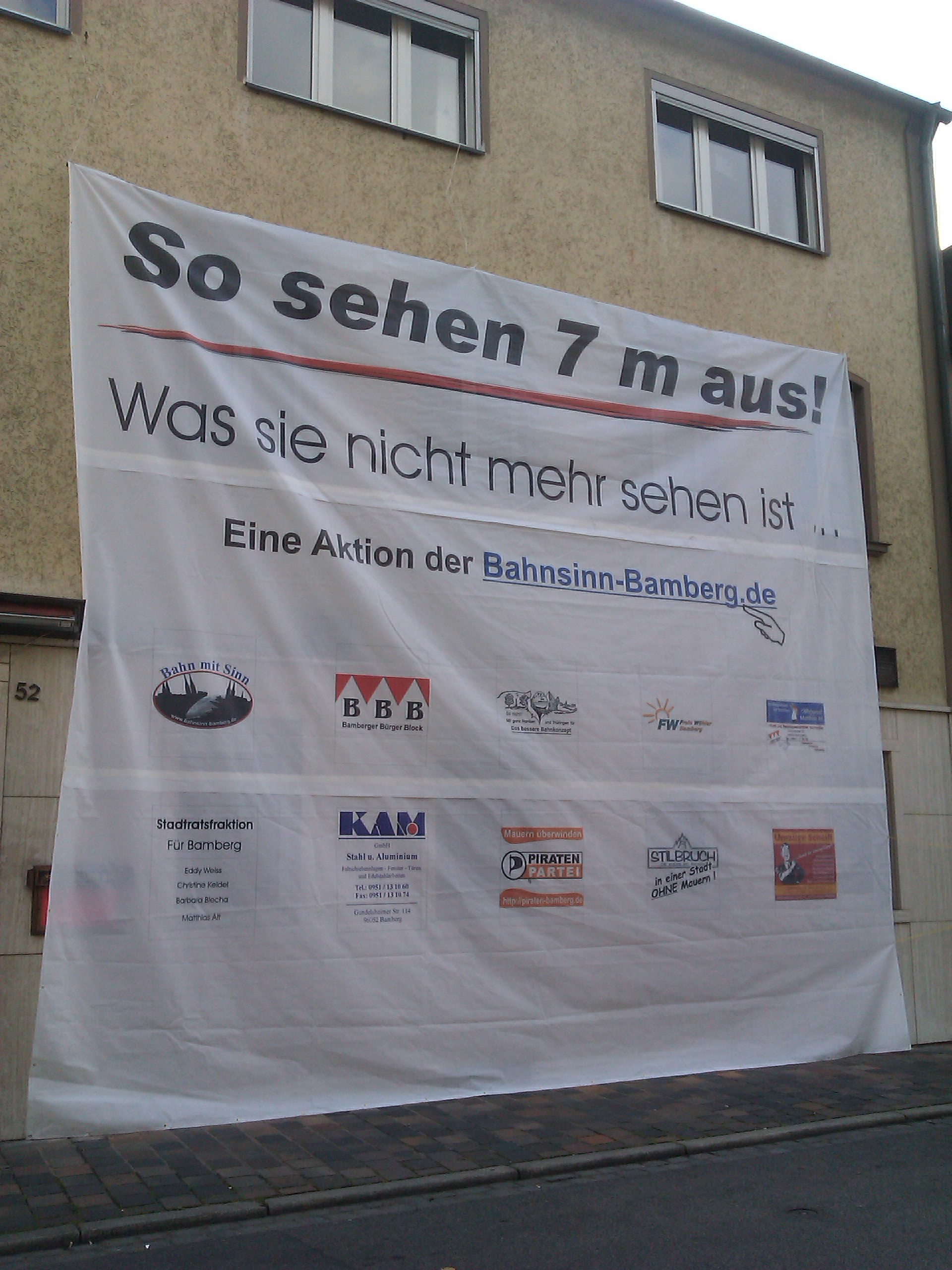
Protestbanner in Bamberg gegen die geplanten Lärmschutzwände

Der Bau der Strecke wurde aus unterschiedlichen Gründen kritisiert. Hauptsächlich bezog sich die Kritik auf die Streckenführung, da auf dem gewählten Trassenverlauf keine Bündelung verschiedener ICE-Linien möglich war und daher wie bei der bestehenden Frankenwaldbahn pro Stunde und Richtung maximal mit einer Fernzugverbindung zu rechnen sei.
Kritiker wie Bündnis 90/Die Grünen und Bund für Umwelt und Naturschutz Deutschland hielten das Projekt für sinnlos und für eine Verschwendung öffentlicher Gelder. Sie schlugen vor, stattdessen das Eisenbahnnetz in Nordbayern auszubauen. Vieregg-Rössler, der BUND und der Verkehrsclub Deutschland (VCD) schlugen Ende 1992 vor, den Verkehr von Erfurt über Gera, Plauen und Hof nach Nürnberg zu führen. Seit 1992 fungiert Das bessere Bahnkonzept als Dachverband für die gegen die Strecke engagierten Bürgerinitiativen.
Am Rande einer gemeinsamen Sitzung der bayerischen und thüringischen Landeskabinette überreichten Bürger Listen mit rund 50 000 Unterschriften gegen das Vorhaben und gegen die A 73.
Auch Vertreter der Deutschen Bahn kritisierten wiederholt das Vorhaben. So sagte der damalige Bahnchef Heinz Dürr im April 1997 am Verkehrsausschuss des Deutschen Bundestages, die Trasse „rechne sich nicht besonders“. Der Leiter des Geschäftsbereichs Nahverkehr schrieb im gleichen Jahr, die Strecke habe „keinen unternehmerischen Sinn“.
Naturschützer kritisierten die aus ihrer Sicht tiefgreifenden Eingriffe der Neubaustrecke in die Landschaft und sprachen von der „teuersten U-Bahn der Welt“. Der Verkehrswissenschaftler Heiner Monheim forderte 2007, den Bau abzubrechen. Statt des Großprojektes sollten zahlreiche kleinere Maßnahmen Verbesserungen in der Fläche bewirken. Die Mehrheit der Bahnkunden brauche die Strecke nicht, lediglich „die Bauwirtschaft, damit sie sich eine goldene Nase verdient, oder Geschwindigkeitsfetischisten, die von einem Hochgeschwindigkeitsnetz in Europa träumen.“
Eine Bürgerinitiative setzte sich um 2009 für eine Streckenführung über Lichtenfels, entlang der A 73 ein, die nach ihren Angaben eine halbe Milliarde Euro günstiger als die südlich von Coburg geplante Trasse sei. Das Bundesverkehrsministerium lehnte die vorgeschlagene Trassierung aufgrund erheblicher Eingriffe ab. Das Ministerium bezweifelte aufgrund der vorgesehenen Querungen von Lichtenfels, Schney und Grub am Forst auch die erzielbaren Einsparungen.
Kritiker der Neubaustrecke Erfurt–Halle/Leipzig bemängelten die Linienführung der gewählten Vorzugsvariante. Im Auftrag der Stadt Halle entwickelte ein Nürnberger Planungsbüro eine Alternativtrasse, eine Kombination der Trassenvarianten 1 und 5. Mit einer 17 km langen Strecke bei Stößen sollte dabei auch Jena angebunden werden. Mit Kosten von 3,9 Milliarden DM hätte diese Variante 11 % günstiger als die Variante 1 sein sollen. Die ICE-Fahrzeit zwischen Erfurt und Halle sollte 30,5 Minuten (statt 26,5 Minuten der Variante 1) betragen. Die Planungsgesellschaft Bahnbau Deutsche Einheit (PBDE) bezifferte die Kosten dagegen mit 5,5 Milliarden bzw. 6,0 oder 8,3 Milliarden DM (mit Anbindung von Jena und Gera sowie Güterzug-Ausbaustrecke von Halle nach Leipzig/Wahren). Eine durch Vieregg-Rössler vorgelegte Alternativtrasse wurde von der PBDE zu Kosten zwischen 5,9 und 8,1 Milliarden DM kalkuliert.
Neben der Querung der Saale-Elster-Aue und der Finne stand für Umweltverbände das „Hauruck-Verfahren“, in dem sich die Verantwortlichen auf die Variante 1 geeinigt hätten, im Fokus der Kritik. Die Untersuchungen zur Umweltverträglichkeitsstudie seien in einem unzulässig kurzen Zeitraum (Oktober 1991 bis Mai 1992) erfolgt.'
Wiederholt wurde die Führung der Gesamtverbindung des VDE 8 über Erfurt in Frage gestellt, insbesondere der südliche Abschnitt (VDE 8.1) durch den Thüringer Wald. Kritiker stellen die Nutzbarkeit dieses Streckenabschnitts für Güterzüge in Frage und beanstanden die geplante geringe Streckenbelegung im Fernverkehr vor dem Hintergrund der hohen Investitionskosten. Auch wird die Abkopplung des dichter besiedelten Ostthüringens vom Fernverkehr aufgrund der Streckenführung über Erfurt kritisiert. Dementsprechend wurden wiederholt Forderungen laut nach einer Streckenführung über den Verdichtungsraum Gera/Zwickau/Chemnitz bzw. nach einem Ausbau bestehender Bahnstrecken (siehe auch: Verkehrsprojekt Deutsche Einheit Nr. 8#Kritik und Alternativen).
Durch die geplante Verlagerung weiter Teile des Fernverkehrs von der Saalbahn und der Thüringer Bahn verlieren Städte wie Jena, Naumburg und Weimar auf absehbare Zeit ihre Fernverkehrsanbindung. Daher befürchten z. B. viele Jenaer Unternehmen, aber auch die ortsansässige Universität und Fachhochschule, erhebliche Wettbewerbsnachteile durch die in Zukunft schlechtere Erreichbarkeit. Thüringer Politiker setzen sich bei der Deutschen Bahn dafür ein, die bisher erst für das Jahr 2030 geplante Rückkehr des Intercity-Verkehrs nach Ostthüringen deutlich früher zu realisieren.